# Жан-Леон Жером

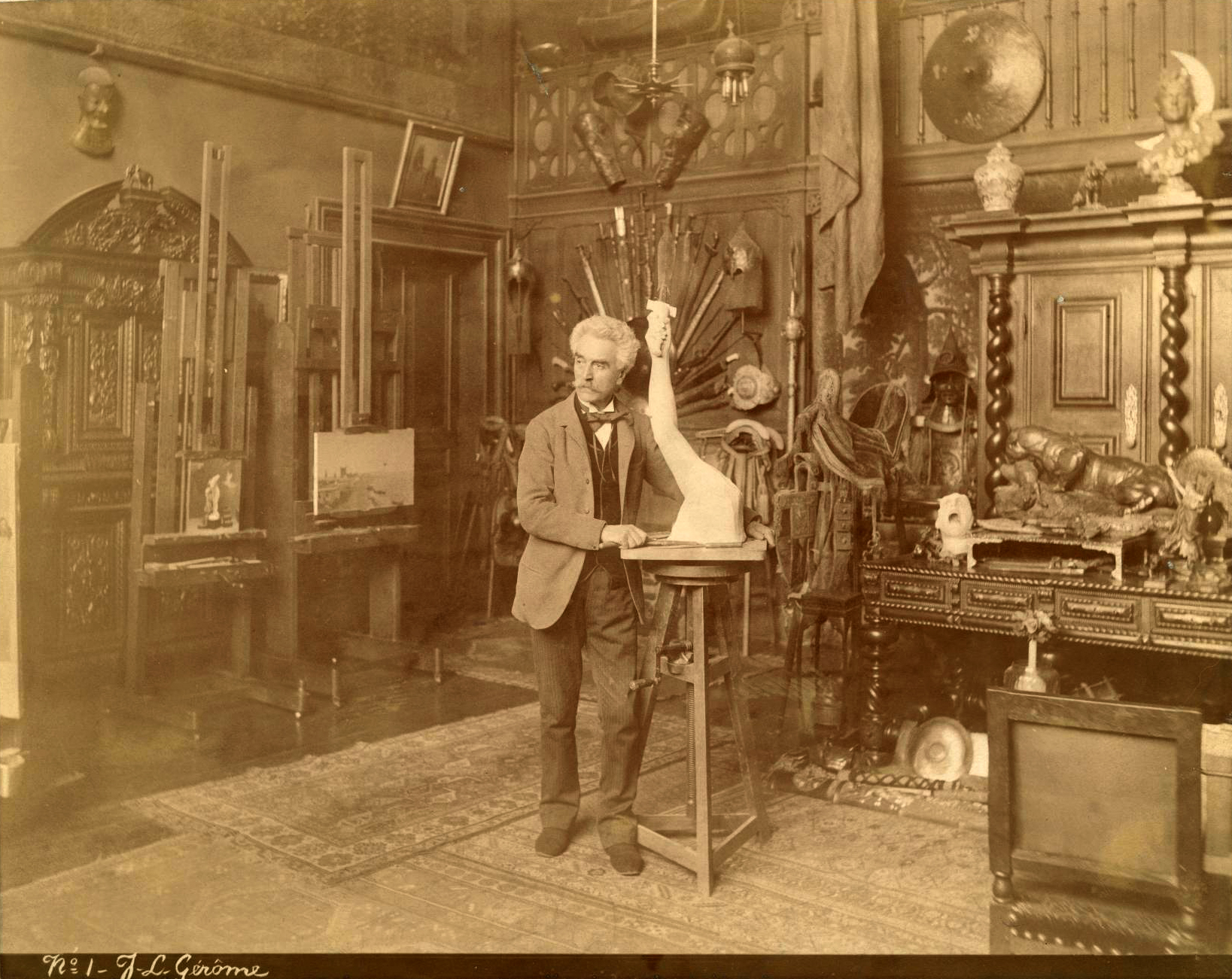
Жан-Леон Жером

Жан-Лео́н Жеро́м (фр. Jean-Léon Gérôme; 11 травня 1824, Везуль — 10 січня 1904, Париж) — французький живописець, скульптор, здобув популярність картинами, які зображують побут античного світу і арабського Сходу.

## Біографія

### Дитинство та юність
Народився у Везулі (департамент Верхня Сона), 11 травня 1824 року. Початкову художню освіту здобув також у Везулі, 1841 році в Парижі вступив учнем до П. Делароша, разом з яким в 1844 році вирушив до Італії, де старанно займався рисуванням та живописом з натури. Після повернення в Париж деякий час працював під керівництвом Ш. Глейра, а потім знову у П. Делароша. Разом з іншими учнями Делароша і Глейра — Гюставом Буланже, Анрі-П'єром Піку і Жаном-Луї Гамоном, Жером є одним зі засновників школи стилю неогрек в живопису.

### Творчість
Перший твір, на який звернули увагу критики і глядачі, це картина «Молоді греки бавляться боєм півнів», виставлена в салоні в 1847 році (зараз зберігається в Люксембурзькому музеї).
За нею йшли: «Анакреонт, який змушує танцювати Бахуса й Амура» 1848 року, і «Грецький лупанарій» 1851 року — саме в цій сцені ясно виражалася одна з головних рис багатогранного таланту живописця, його вміння пом'якшувати спокусливість сюжету суворою обробкою форм і ніби прохолодним ставленням до того, що здатне викликати в глядача почуття.
В 1853 написав подібну двозначну картину під невинною назвою «Ідилія». Всі ці відтворення давньогрецького життя, завдяки оригінальності погляду на неї художника та майстерності його техніки, зробила його головним в особливій групі в середовищі французьких живописців — групи так званих «неогреків».
Написана ним в 1855 році картина «Доба Августа», з фігурами в натуральну величину, може бути розглянута тільки як невдала екскурсія до історичного живопису. Незрівнянно більший успіх мали «Російські солдати-піснярі» — сцена, яка була написана за етюдами, зробленими під час подорожі Жерома у 1854 році через Росію в Молдавію. Серед значущих творів цього періоду — його драматична «Дуель після маскараду» (1857 рік, знаходиться у герцога Омальського; повторення — в Кушелевській галереї Імператорської академії мистецтв) з'явилися після поїздки художника на береги Нілу «Єгипетські рекрути, під конвоєм албанських солдатів в пустелі» (1861 рік).
Розділяючи таким чином свою діяльність між Сходом, Заходом і античною давниною, Жан-Леон Жером був відомішим завдяки останній. З неї запозичені сюжети для його всесвітньо відомих картин: «Вбивство Цезаря», «Гладіатори в цирку вітають імператора Вітеллія» («Ave Caesar Morituri te Salutant»), «Красуня Фріна перед судом аеропага», «Клеопатра у Цезаря» та деяких інших. Підсиливши цими роботами свою вже і без того гучну популярність, Жером звернувся на деякий час знову до побуту сучасного Сходу і написав картини: «Перевіз бранця по Нілу»(1863 рік), «Турецький м'ясник у Єрусалимі», «Алмея», «Робітники на молитві»(1865 рік), «Арнаути, які грають в шахи»(1867 рік), іноді він брався за теми з французької історії, такі як, наприклад, «Людовік XIV та Мольєр» (1863 рік), «Прийом сіамського посольства Наполеоном ІІІ» (1865 рік). Починаючи з 1870-х років, творча здатність Жана-Леона Жерома помітно слабшає, за цей період можна назвати лише три його твори, які цілком гідні набутої ним репутації: «Фрідріх Великий» (1874 рік), «Сірий кардинал» (1874 рік) і «Мусульманський чернець біля дверей мечеті» (1876 рік). У всіх східних жанрах популярного художника вражає витончена та сумлінна передача клімату, місцевості, народних типів і найменших подробиць побутової обстановки, вивчених ним при неодноразовому відвіданні Єгипту та Палестини, навпроти того, у його картинах класичної давнини ми бачимо не стільки греків та римлян, скільки людей новітнього часу, а саме: французів та француженок, які розігрують пікантні сцени в античних костюмах і серед античних аксесуарів.
Малюнок Жерома — завжди бездоганно-правильний і вироблений у всіх подробицях, особливо майстерно художник володіє освітленням. Останніми роками він пробував свої творчі можливості в скульптурі. В 1878 році відвідувачі Паризької всесвітньої виставки зупиняли свою увагу на двох виліплених ним групах: «Гладіатор» і «Анакреон з Бахусом й Амуром».
Жан-Леон Жером помер 10 січня 1904 року.

## Картини

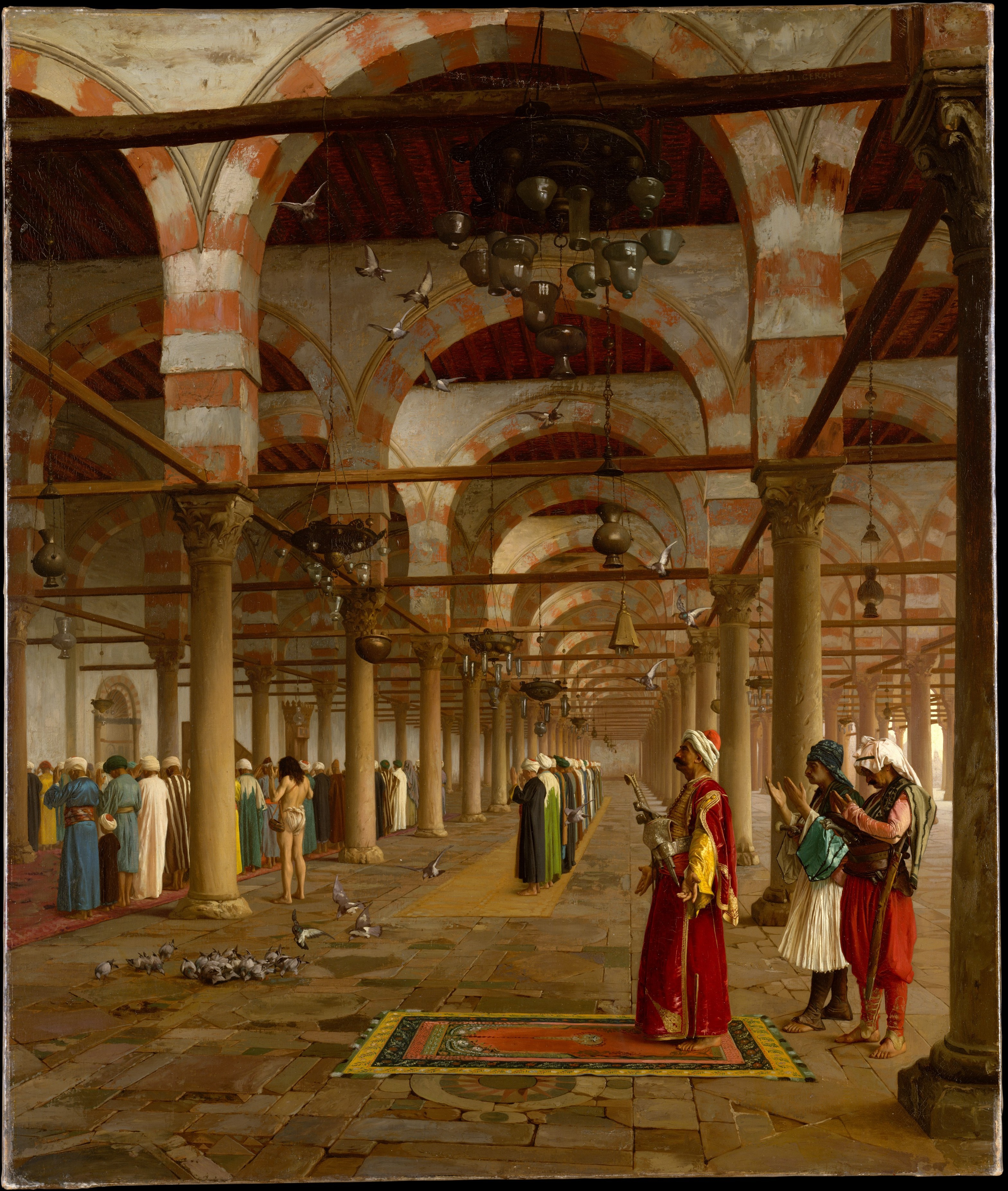
«Публічна молитва»
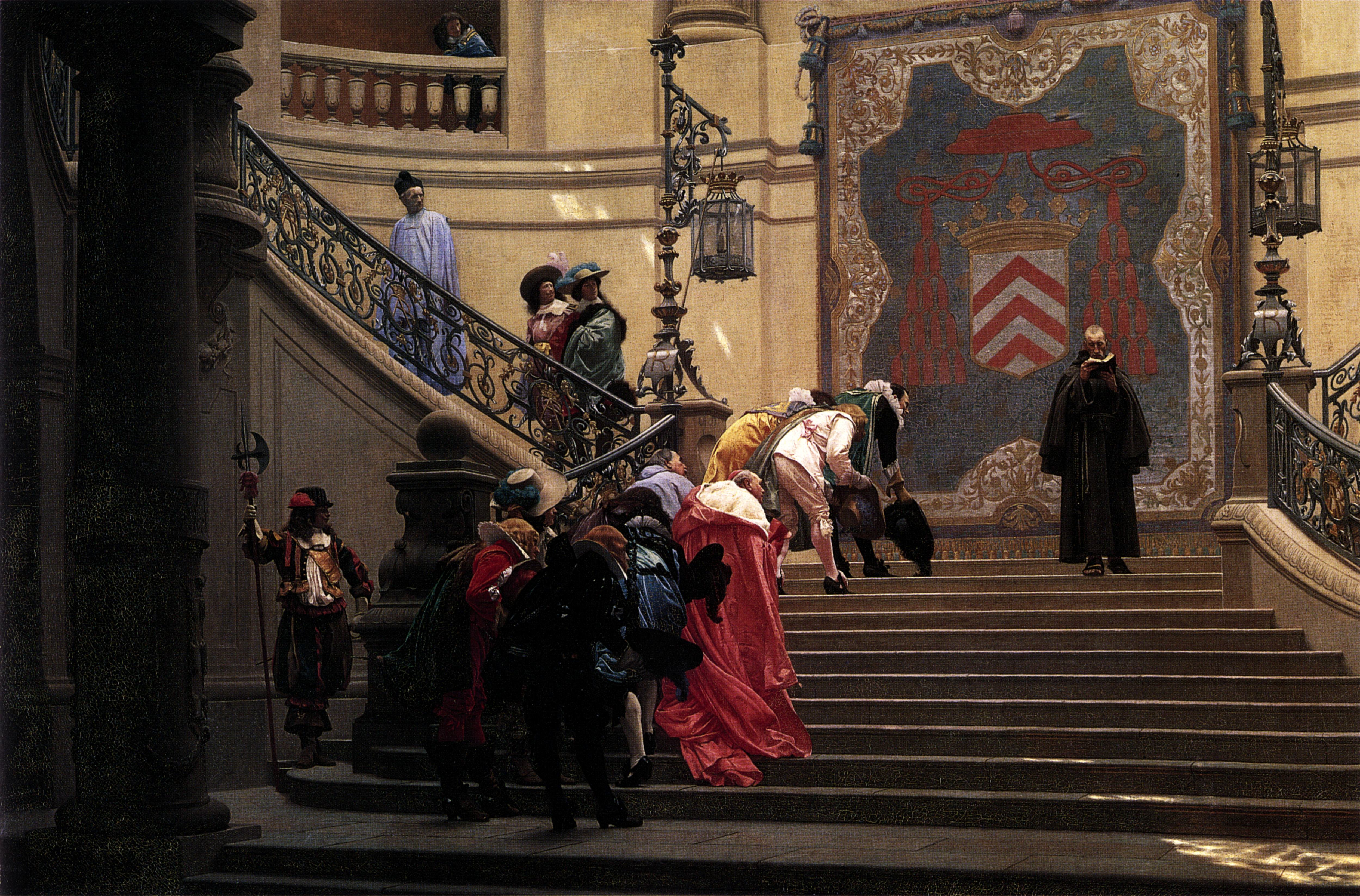
«Сірий кардинал», 1873. Бостонський музей образотворчих мистецтв
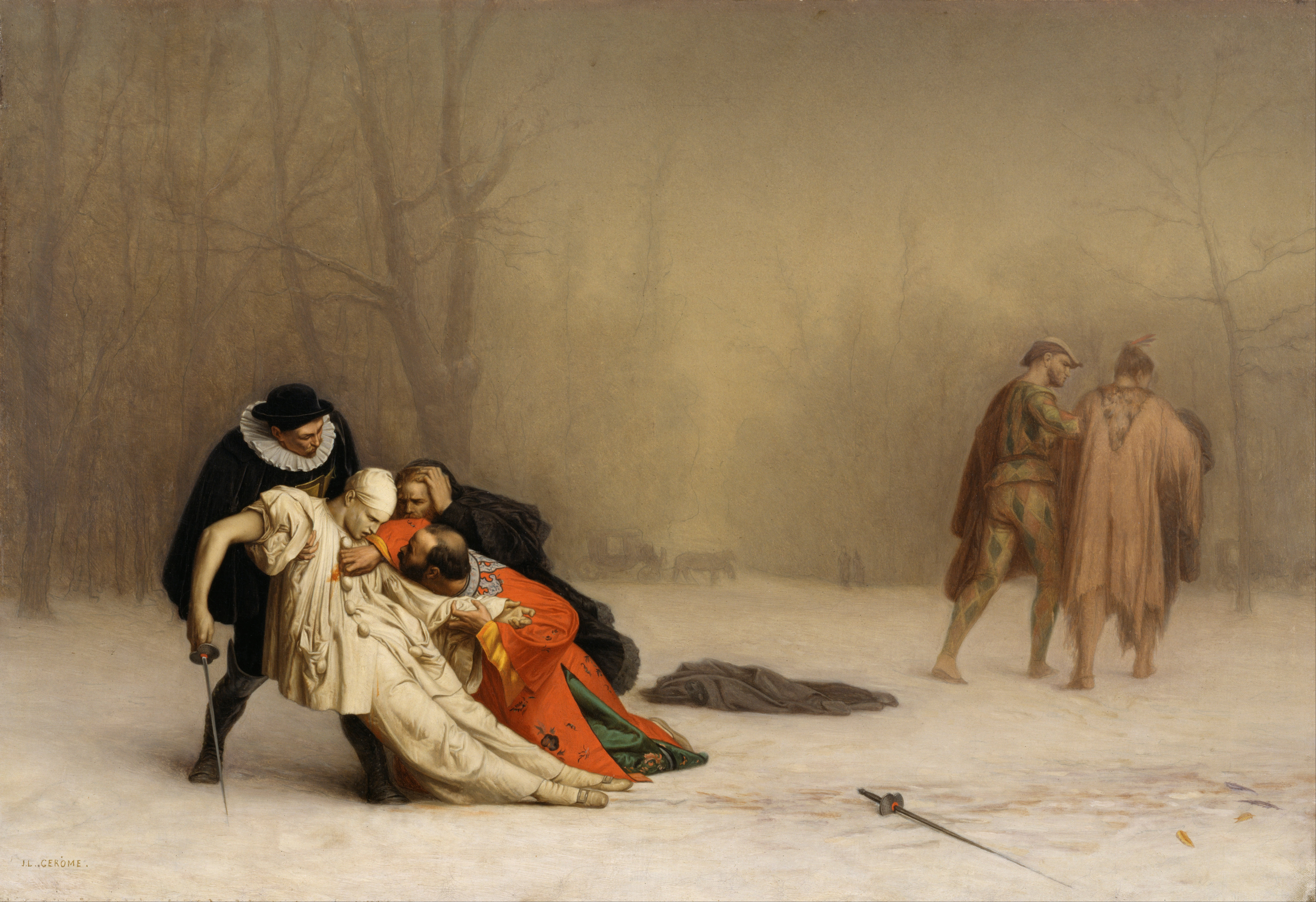
«Дуель після маскараду», 1857
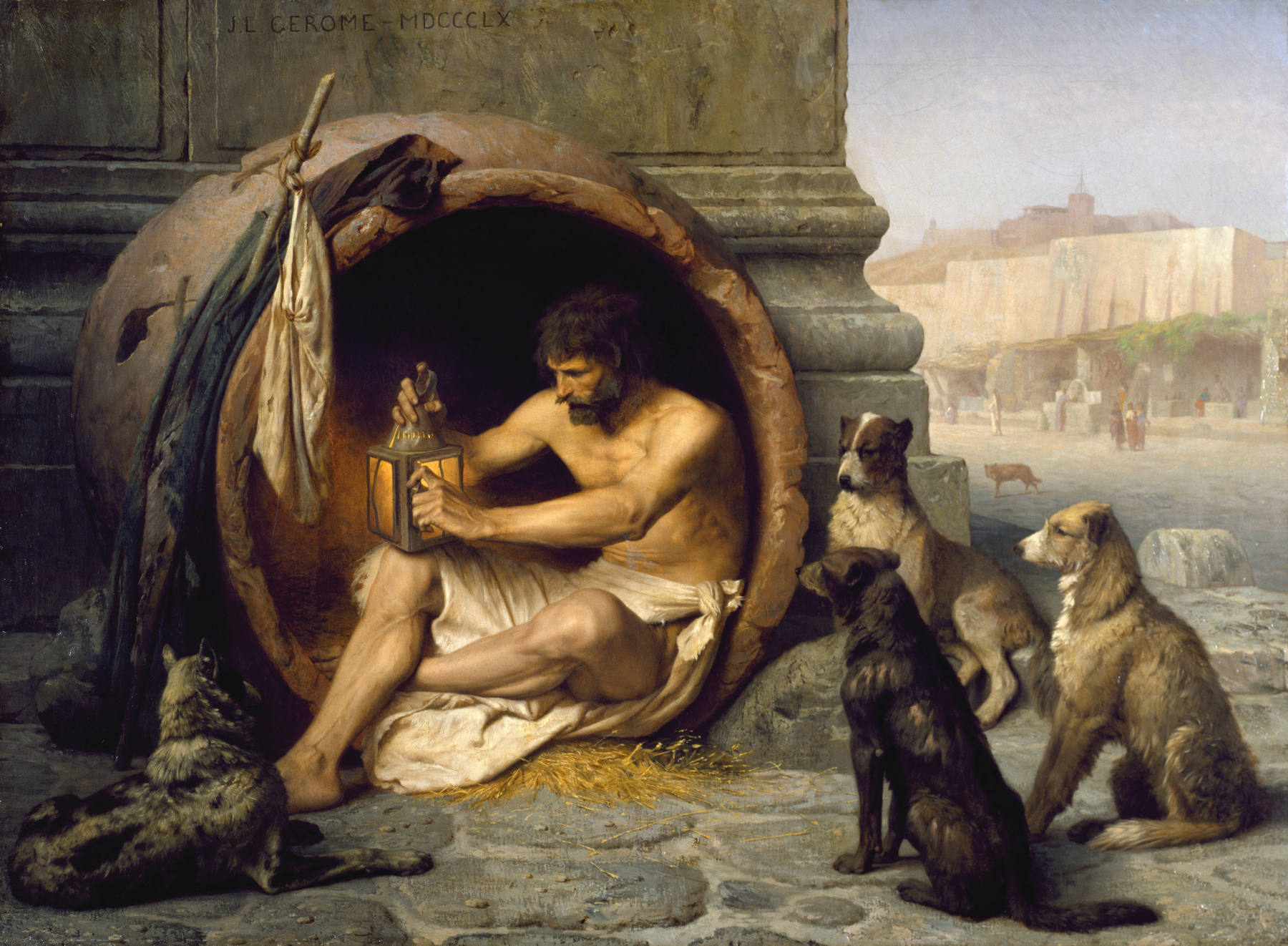
Діоген, Художній музей Волтерс, 1860
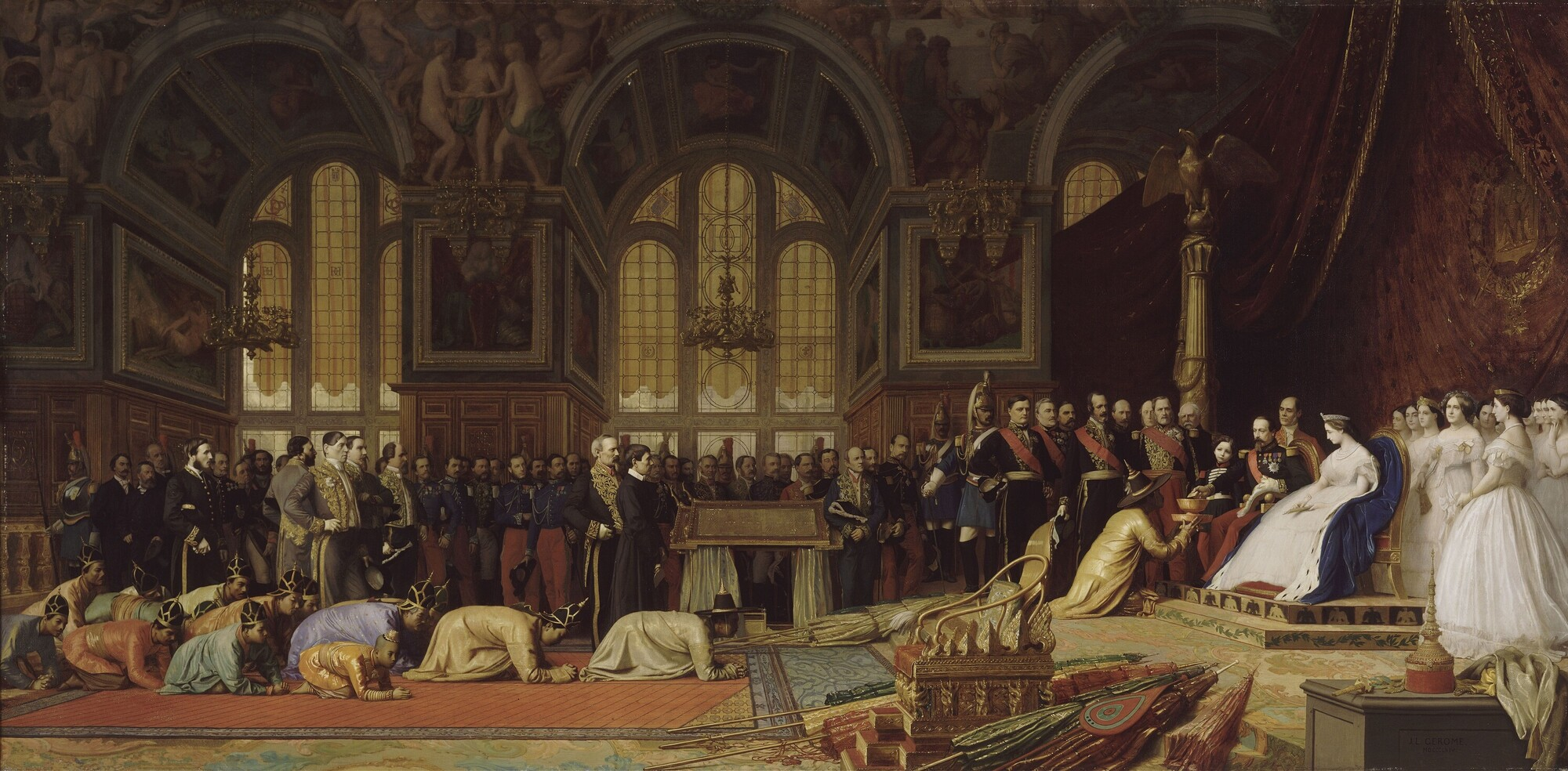
«Імператор Франції Наполеон III приймає сіамських послів»
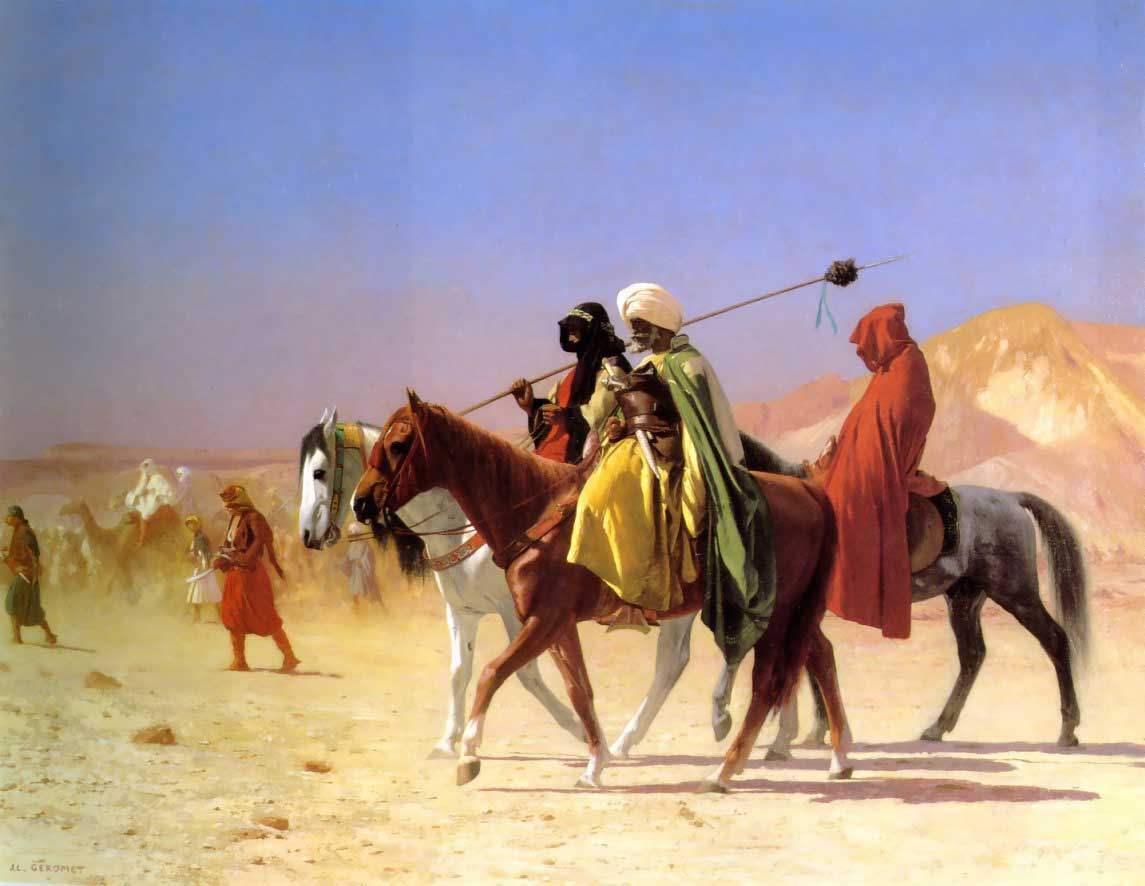
«Араби, що крокують пустелею», 1870
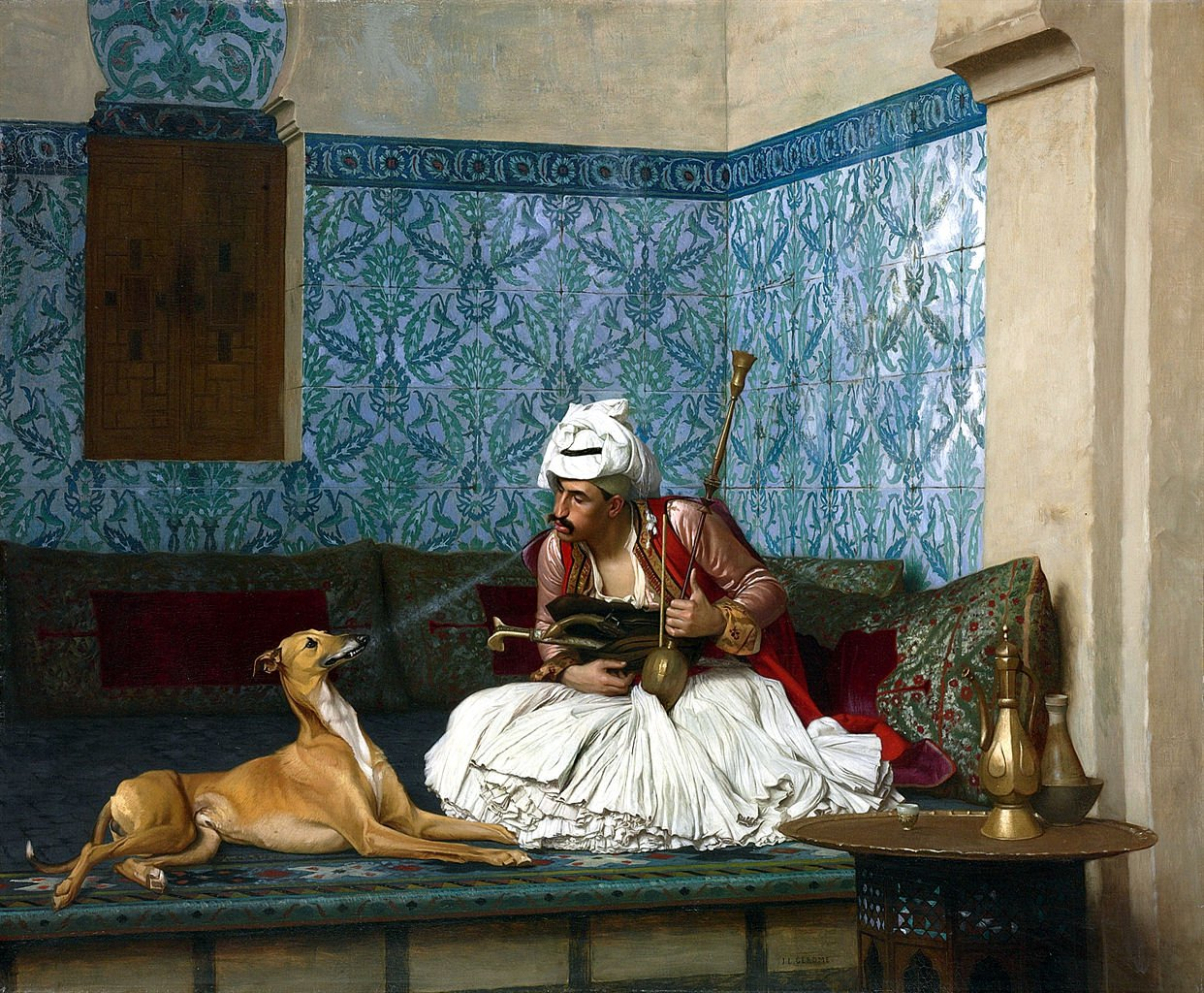
«Вояк арнаут із власним собакою»
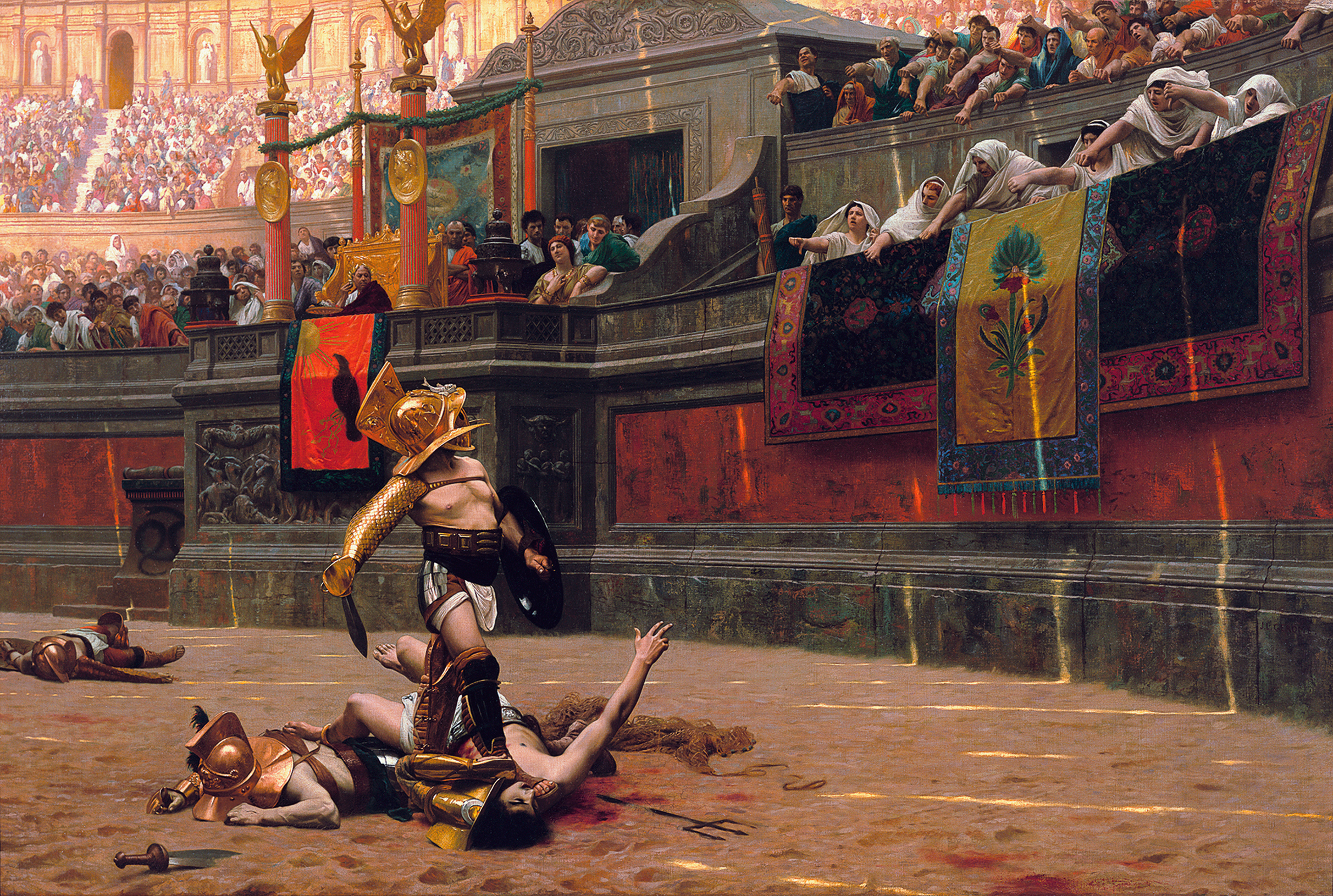
«Pollice Verso» («Пальці донизу»)
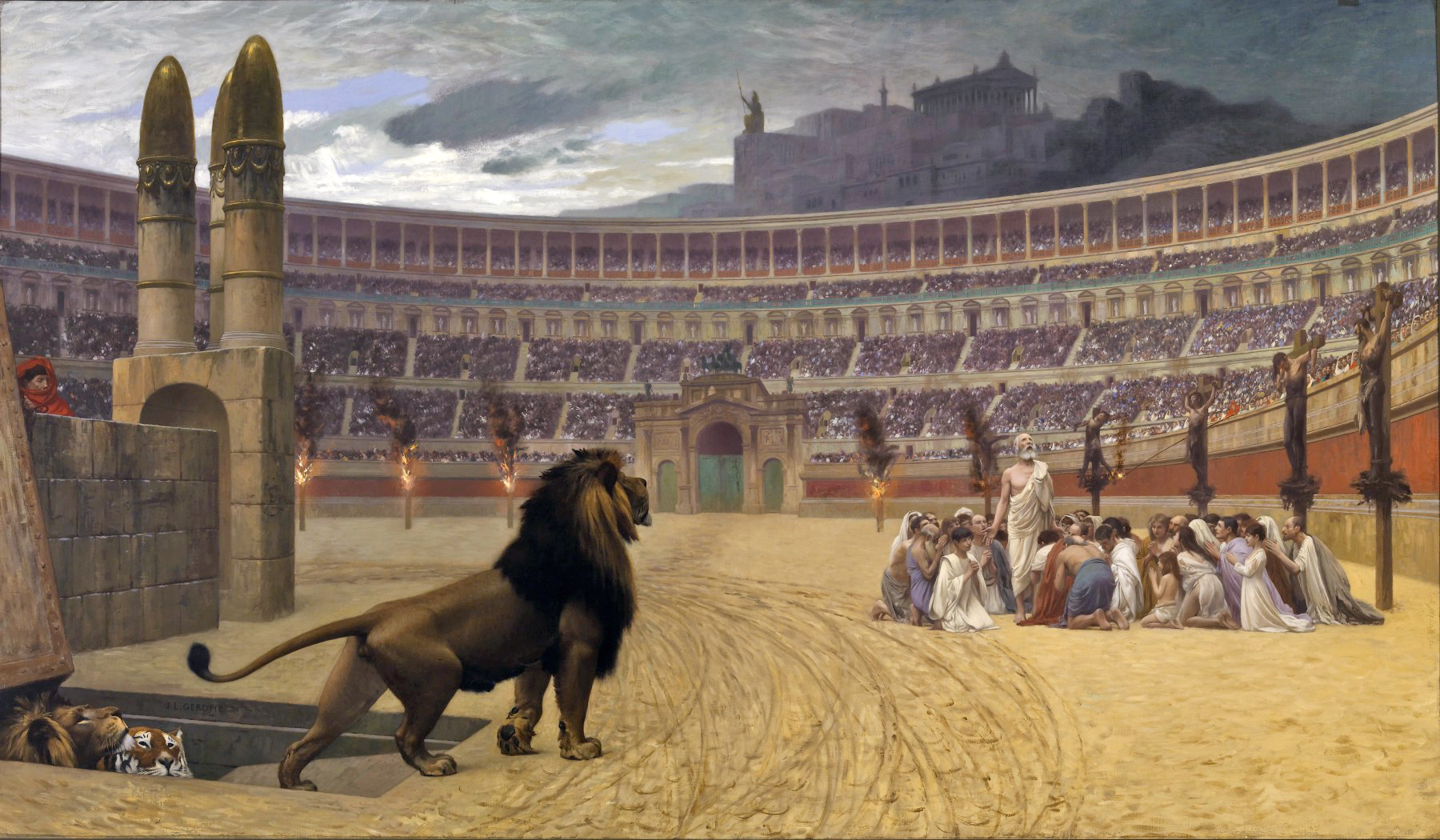
«Остання молитва християнських мучеників»
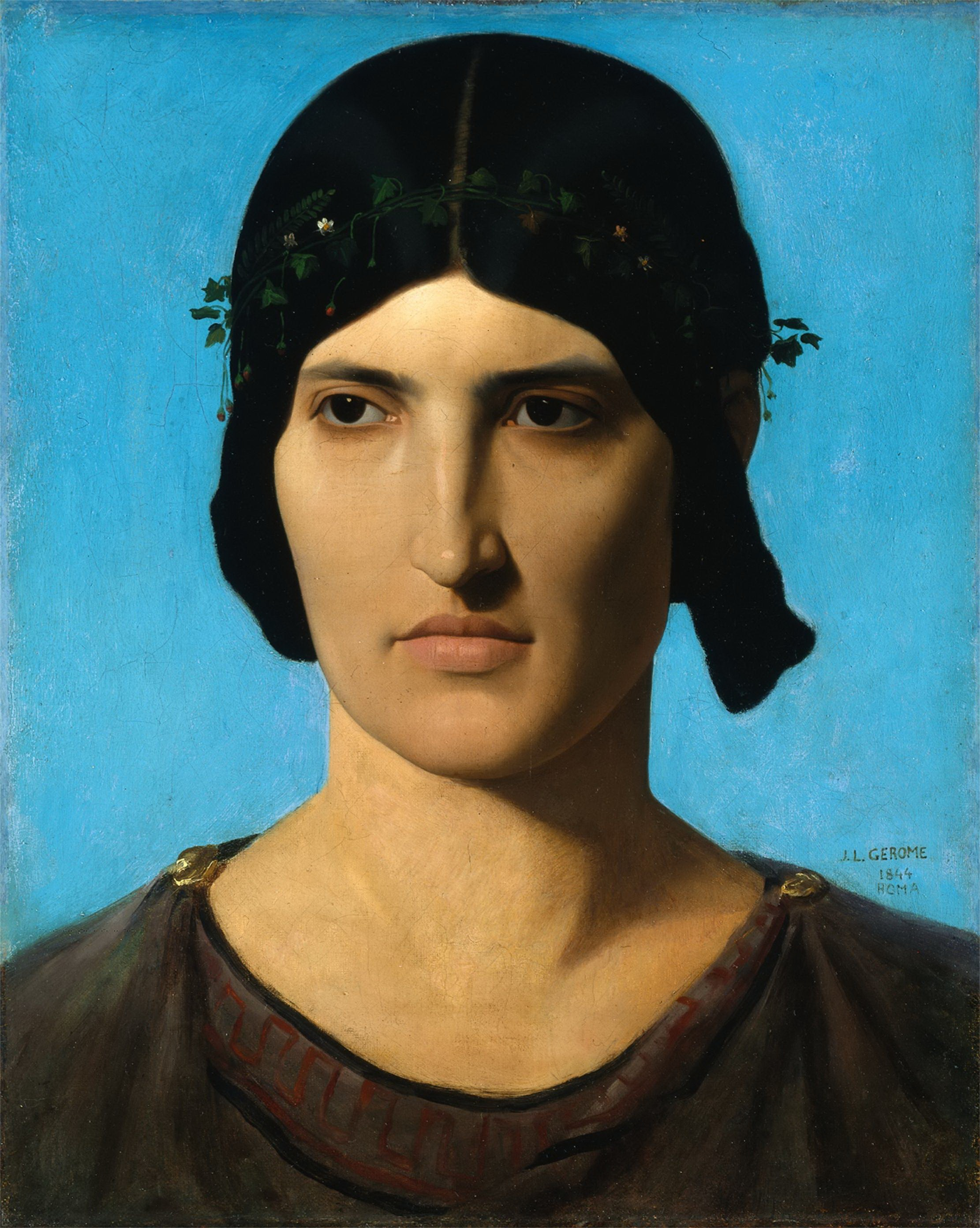
Портрет римлянки
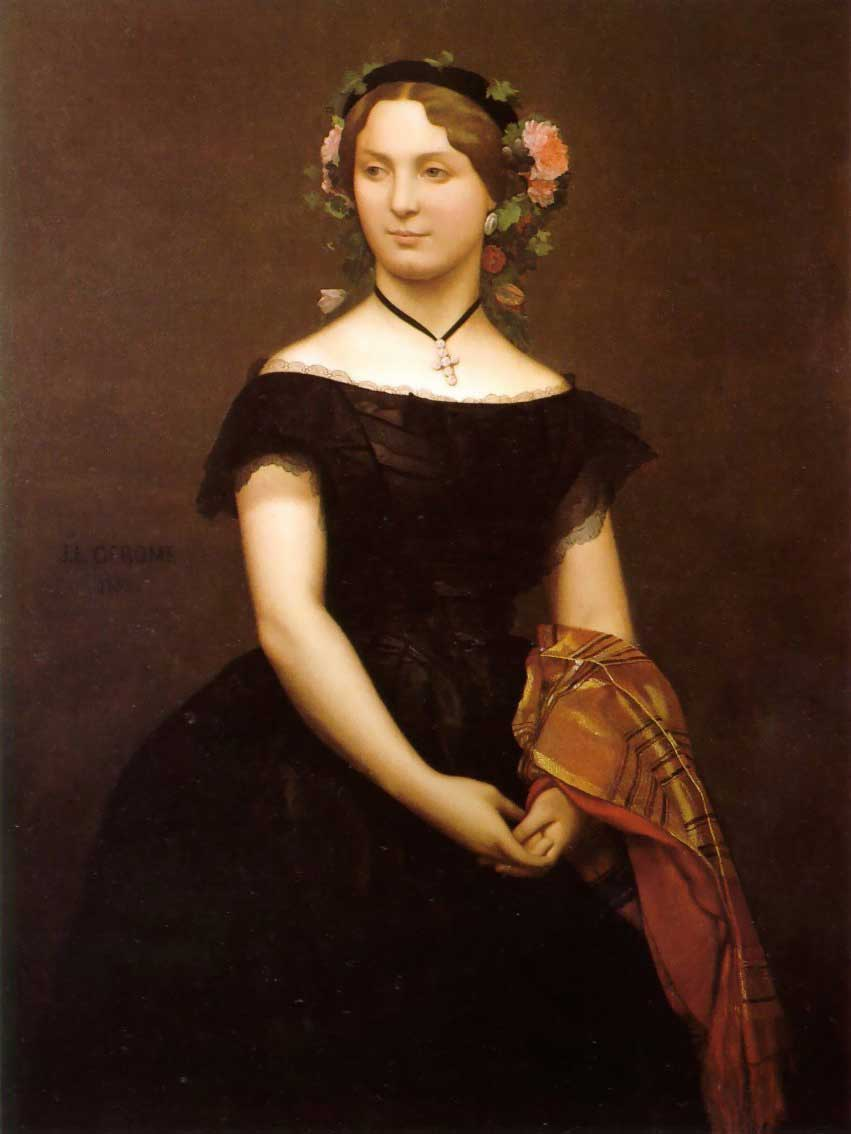
Портрет мадемуазель Дюран
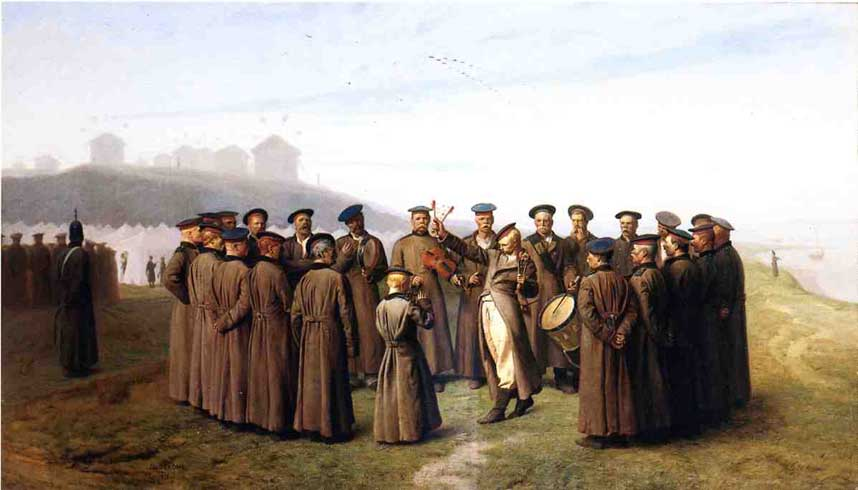
Відпочинок у російському таборі
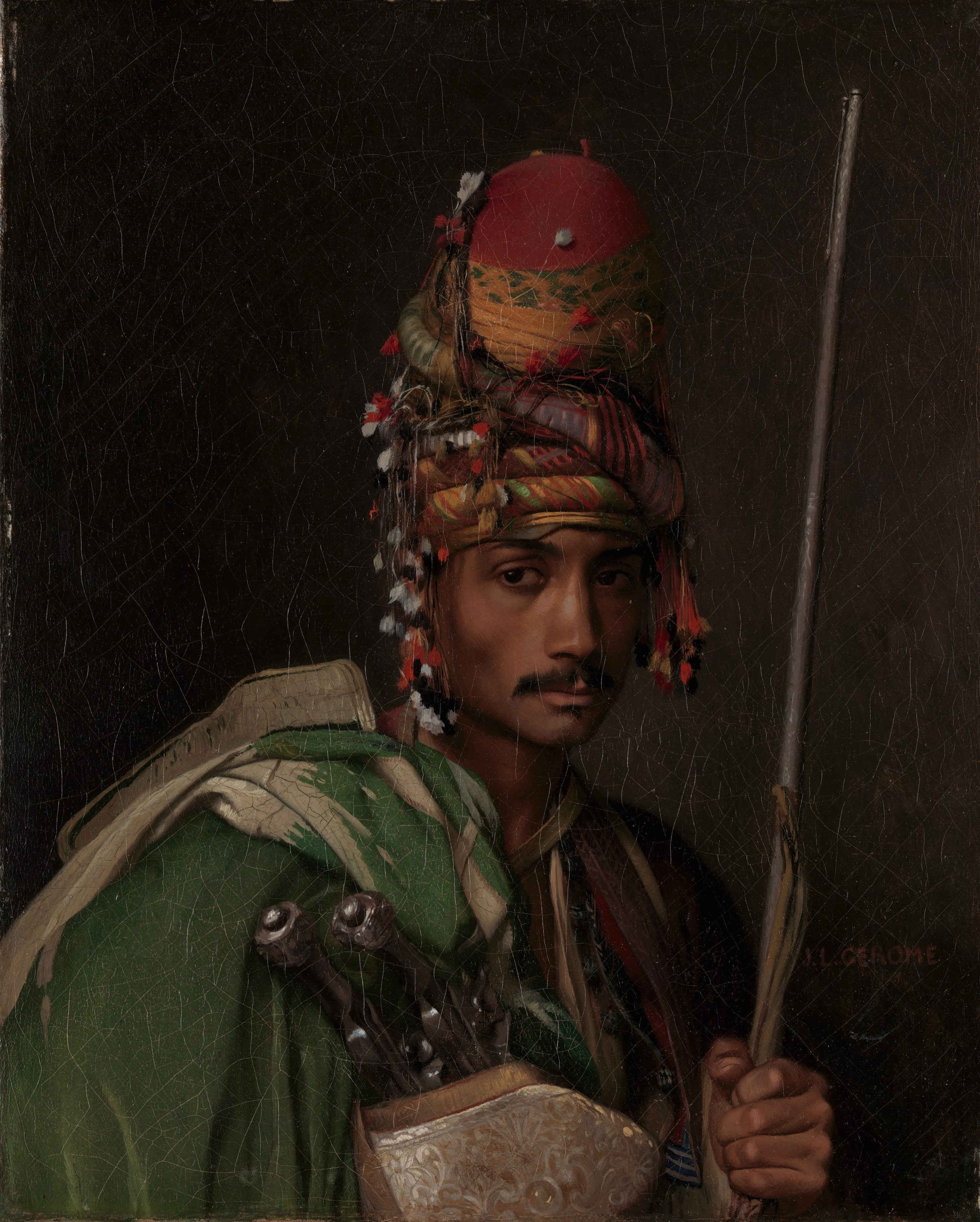
Башибузук
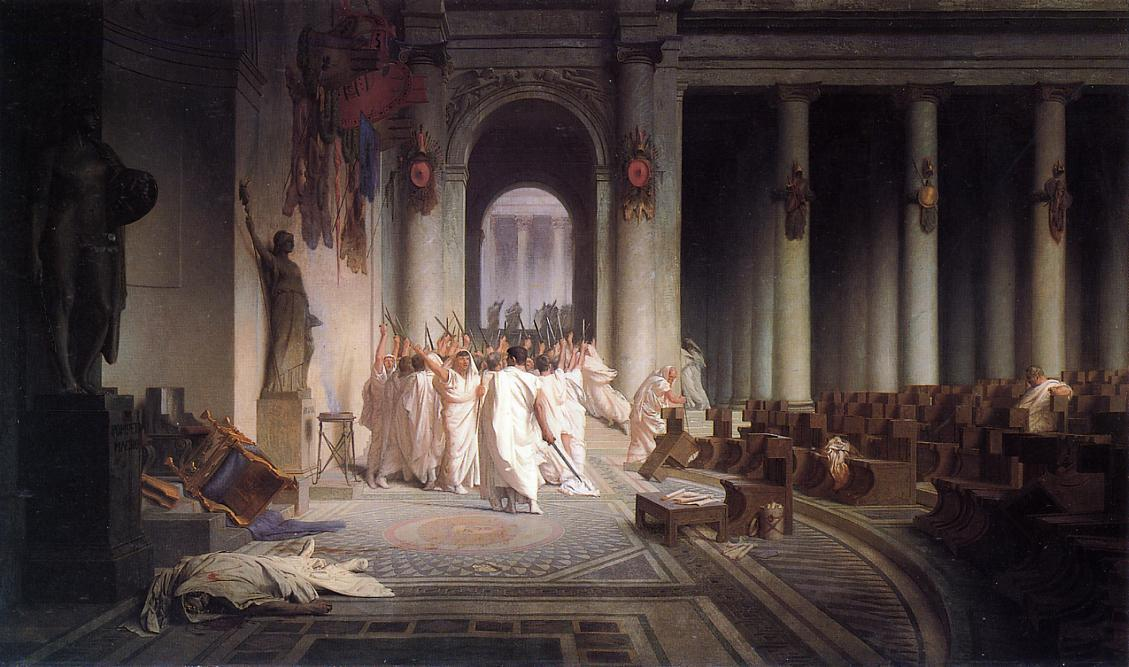
Смерть Цезаря
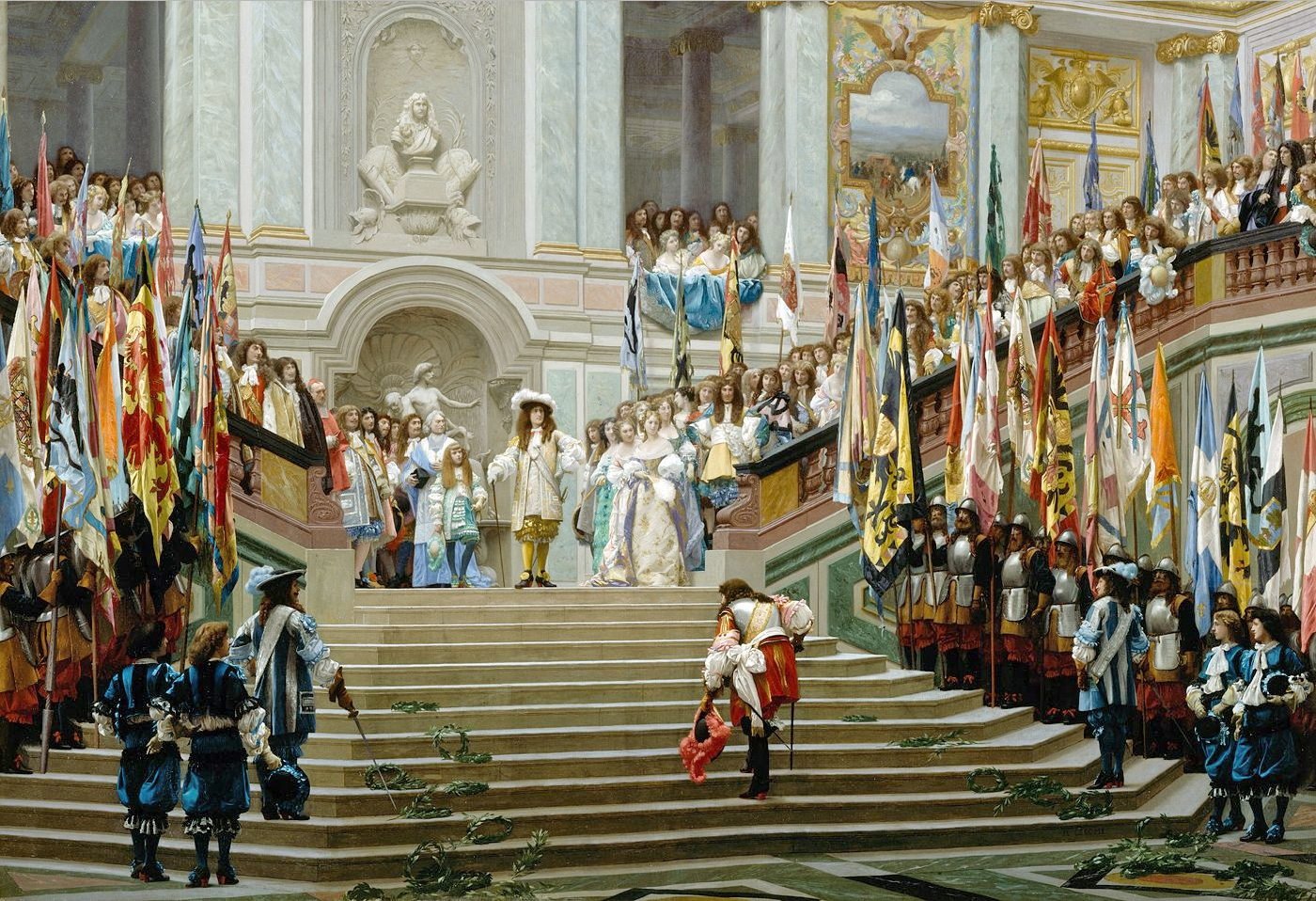
Зустріч принца Конде у Версалі
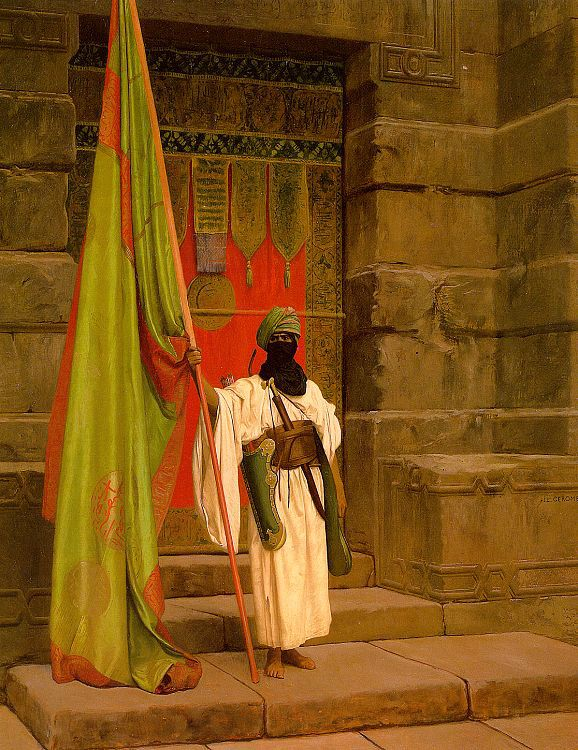
Прапороносець
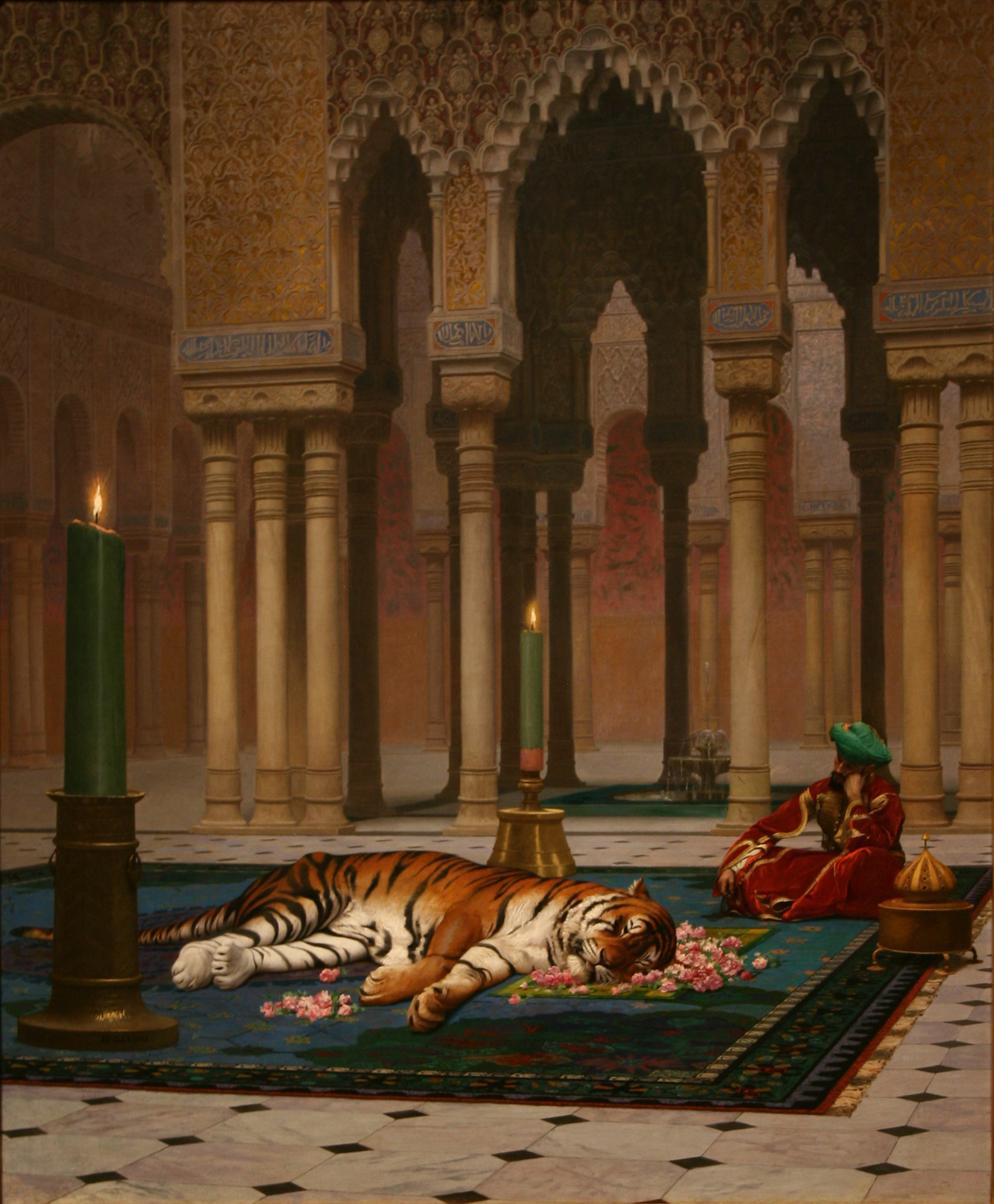
Скорбота паші
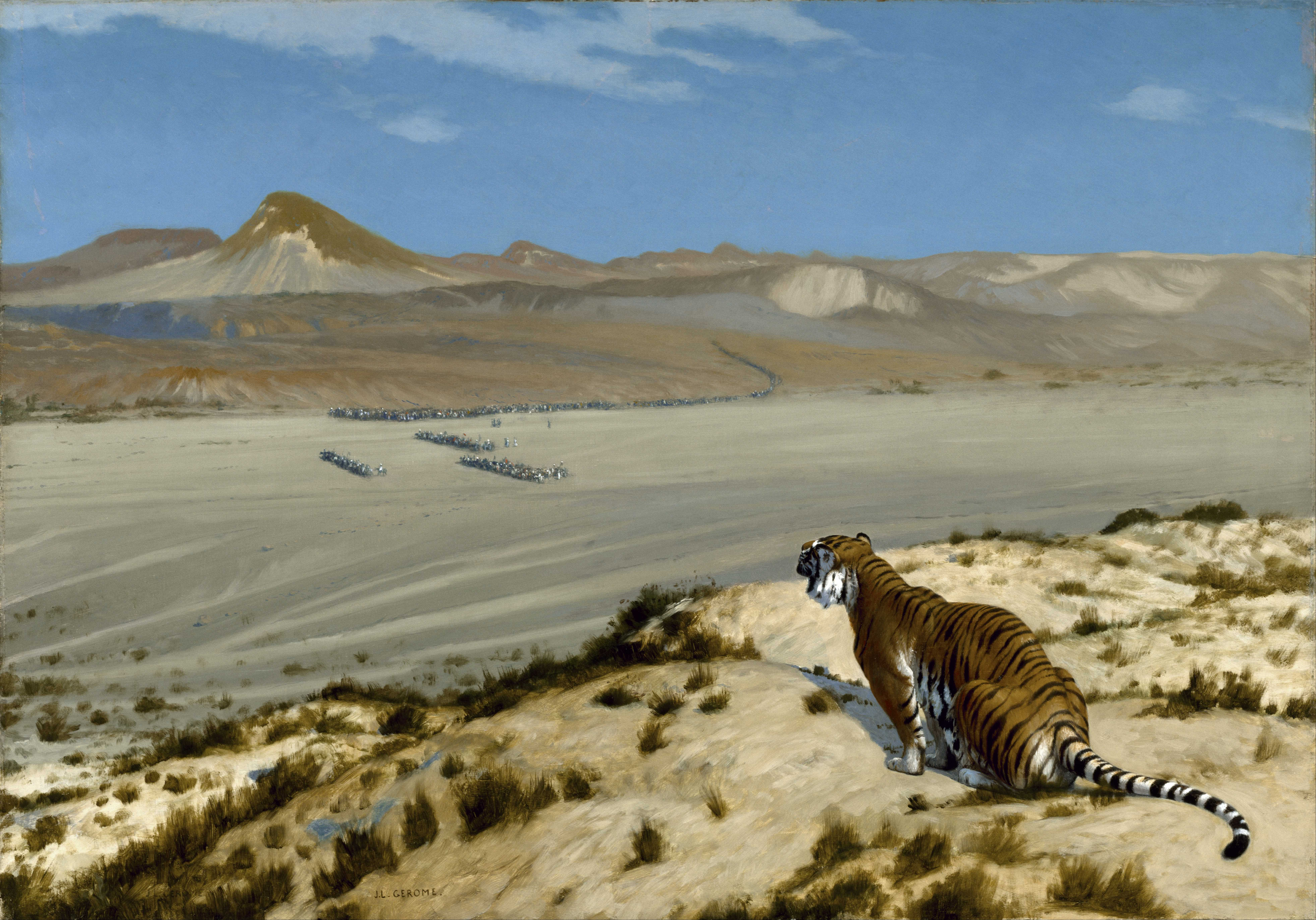
Тигр вартує
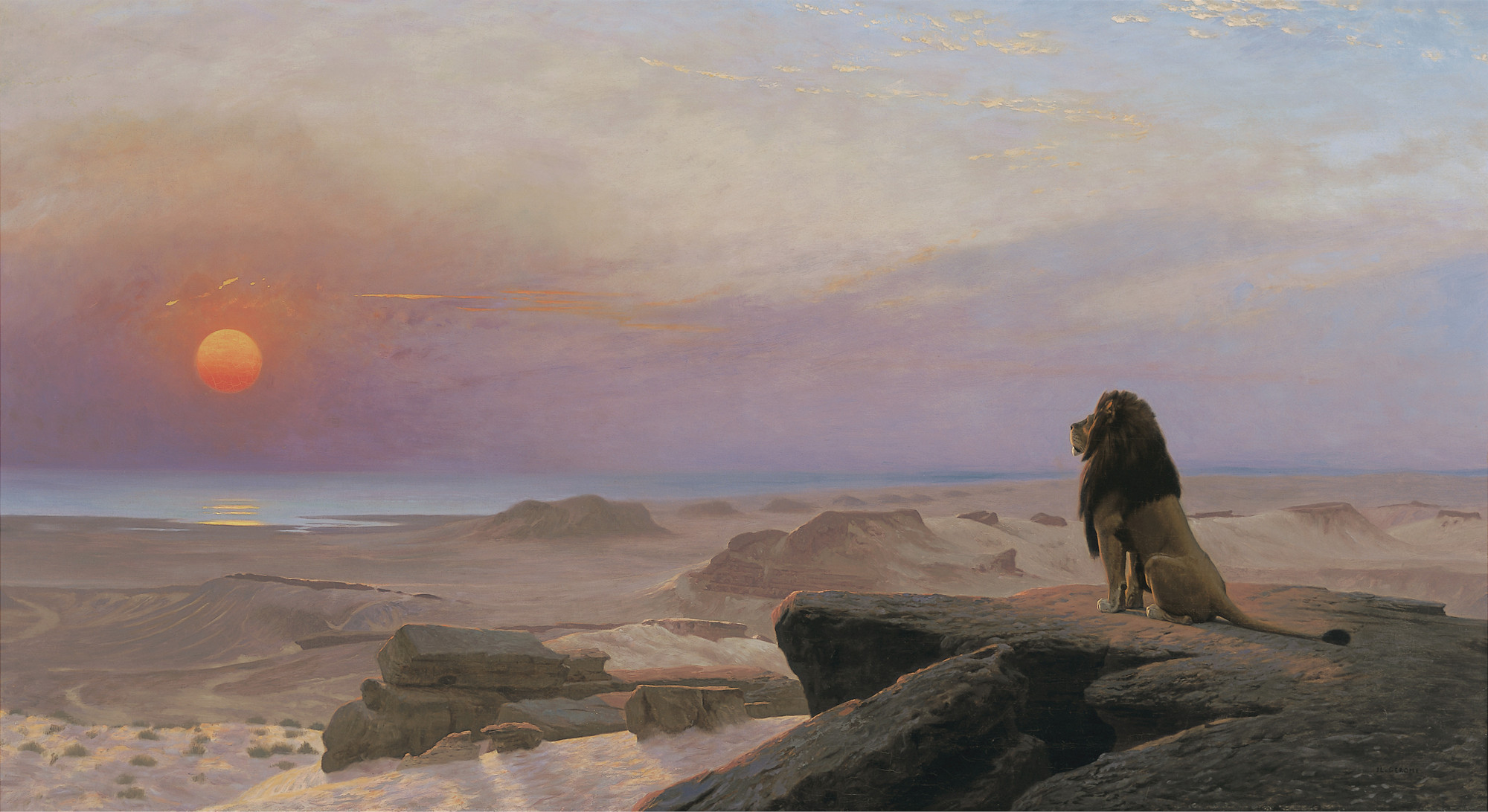
Дві величності
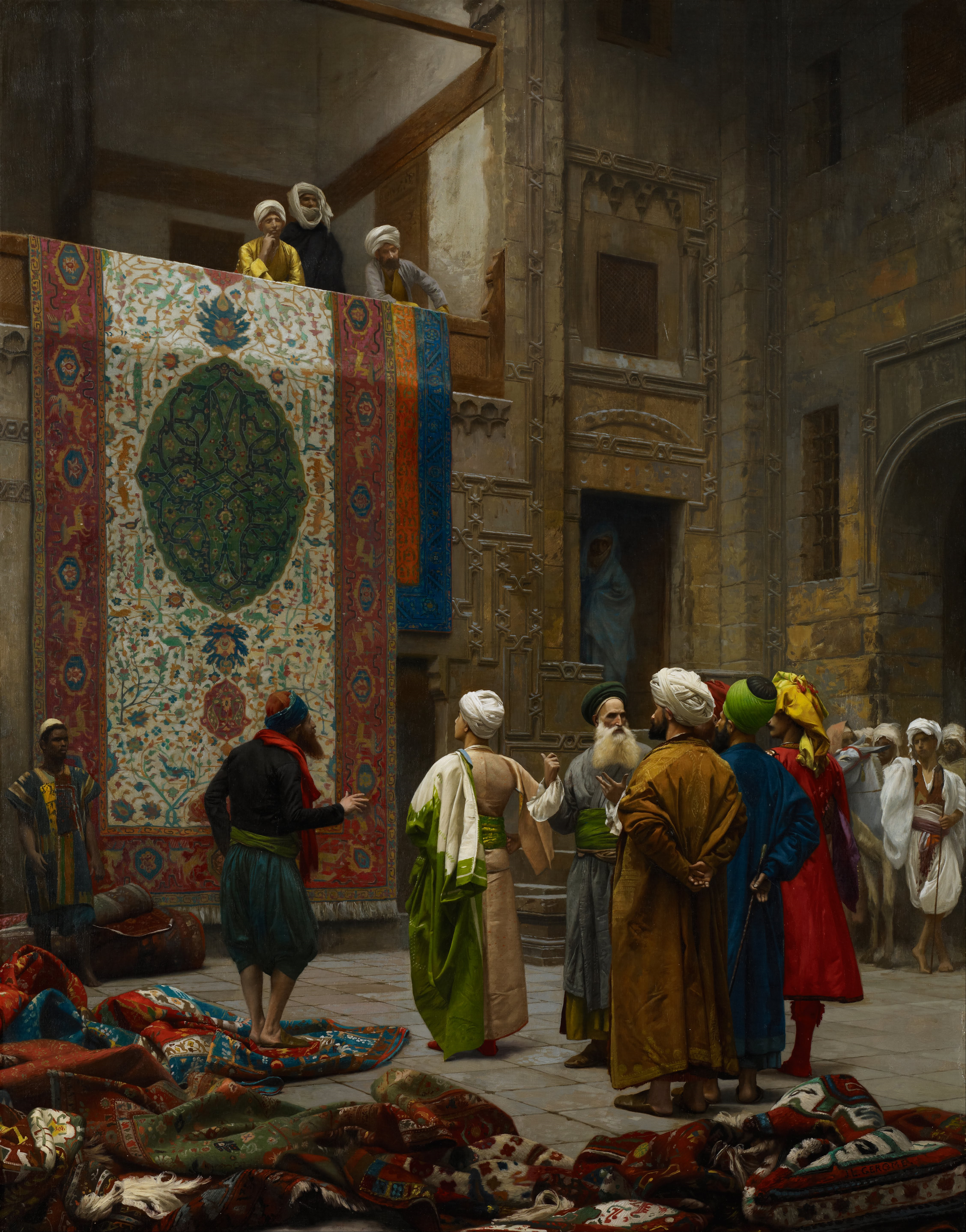
Торговець килимами
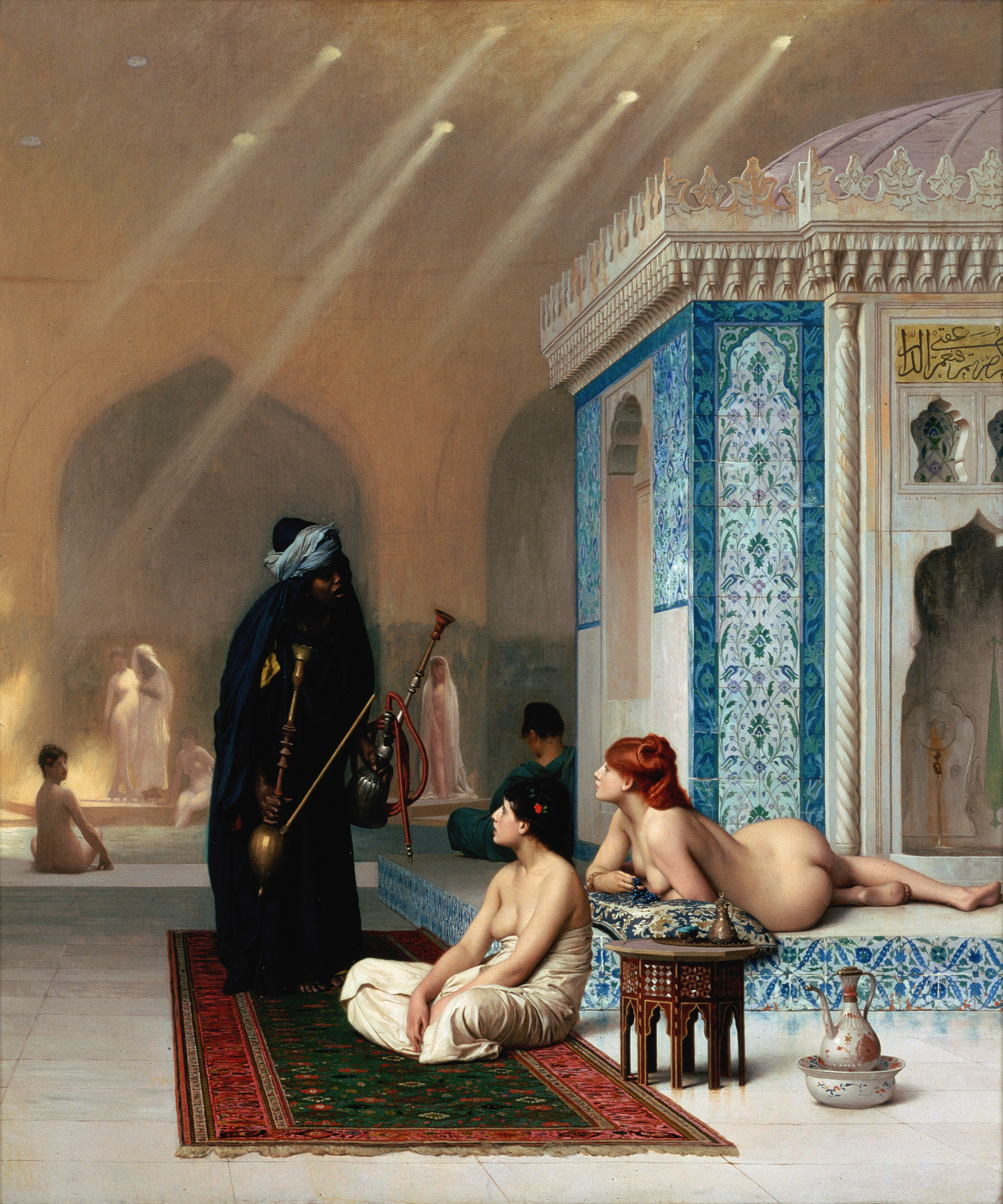
Гарем
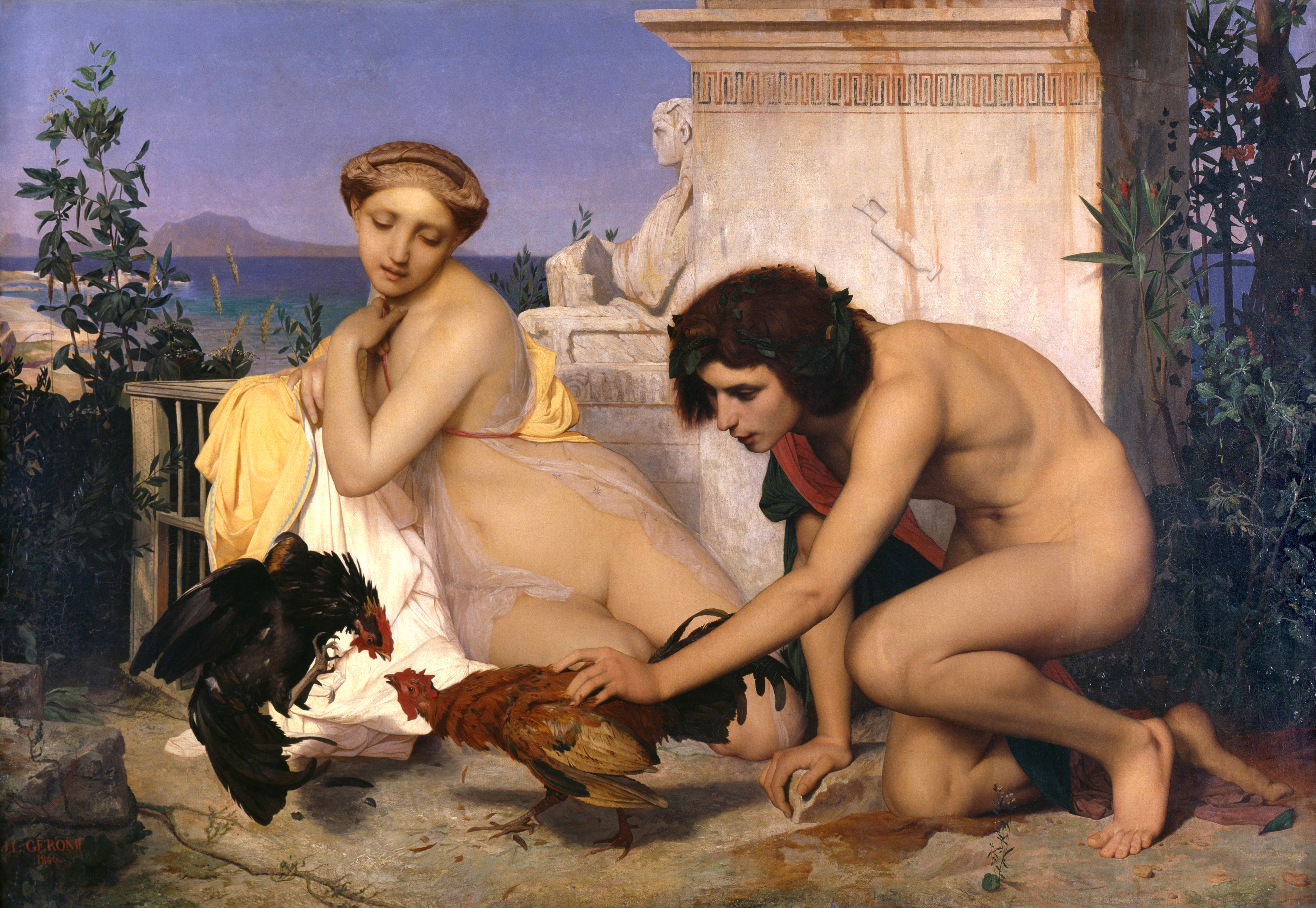
Півнячий бій
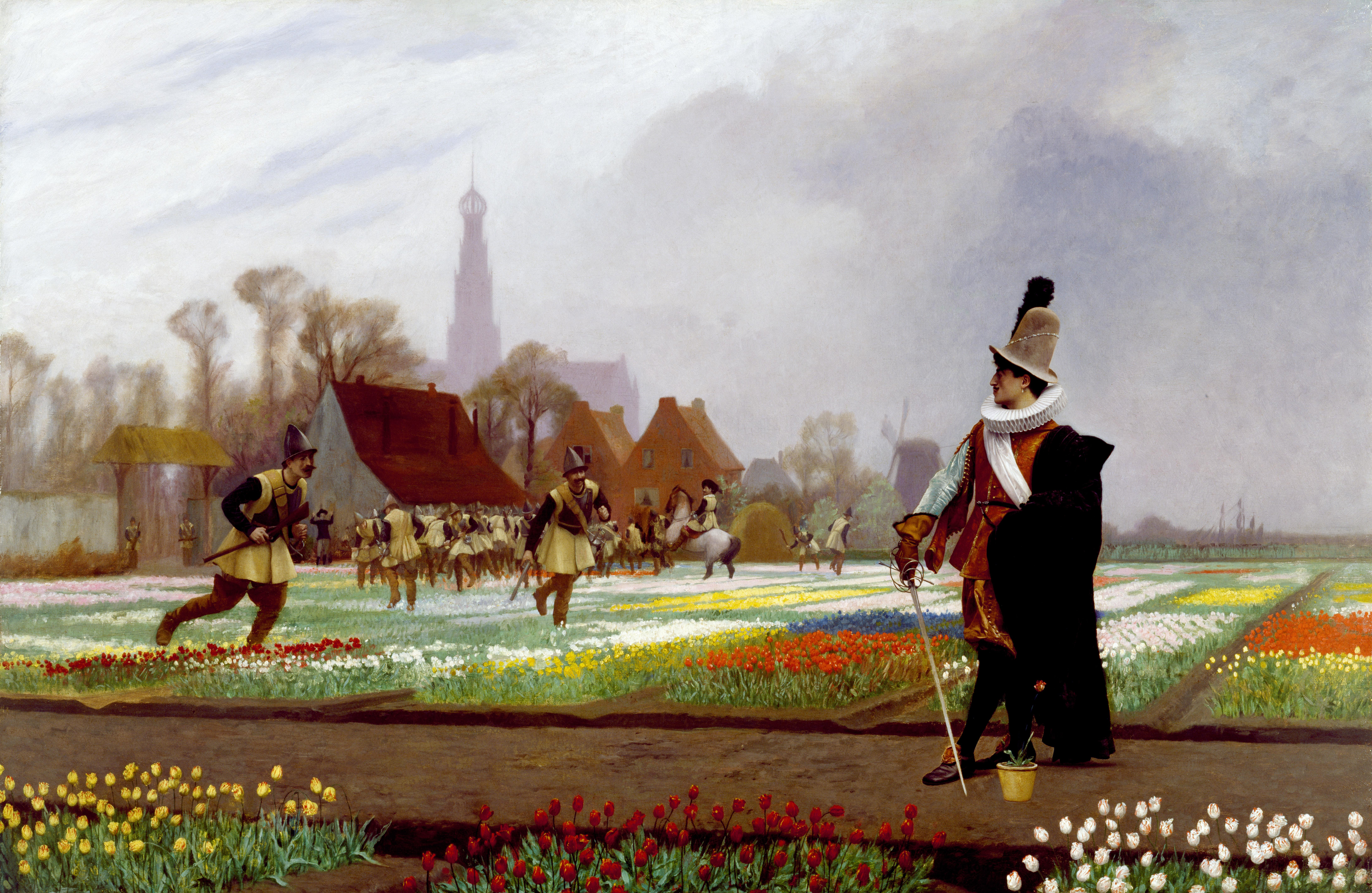
Тюльпанова дурість
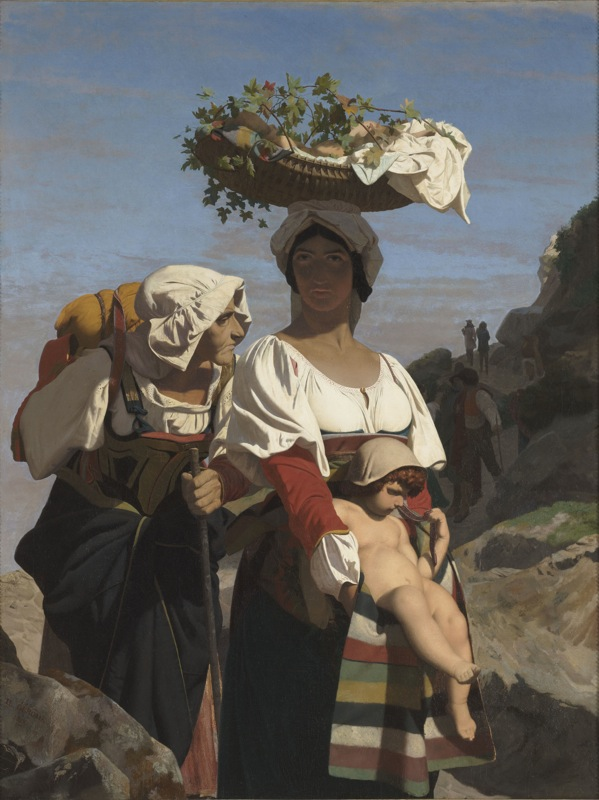
Дві італійських селянки з дитиною
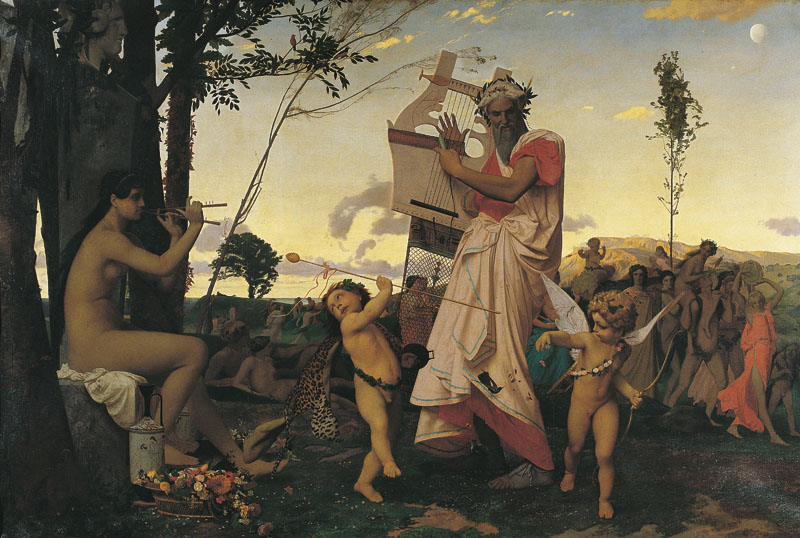
Анакреон, Бахус та Амур
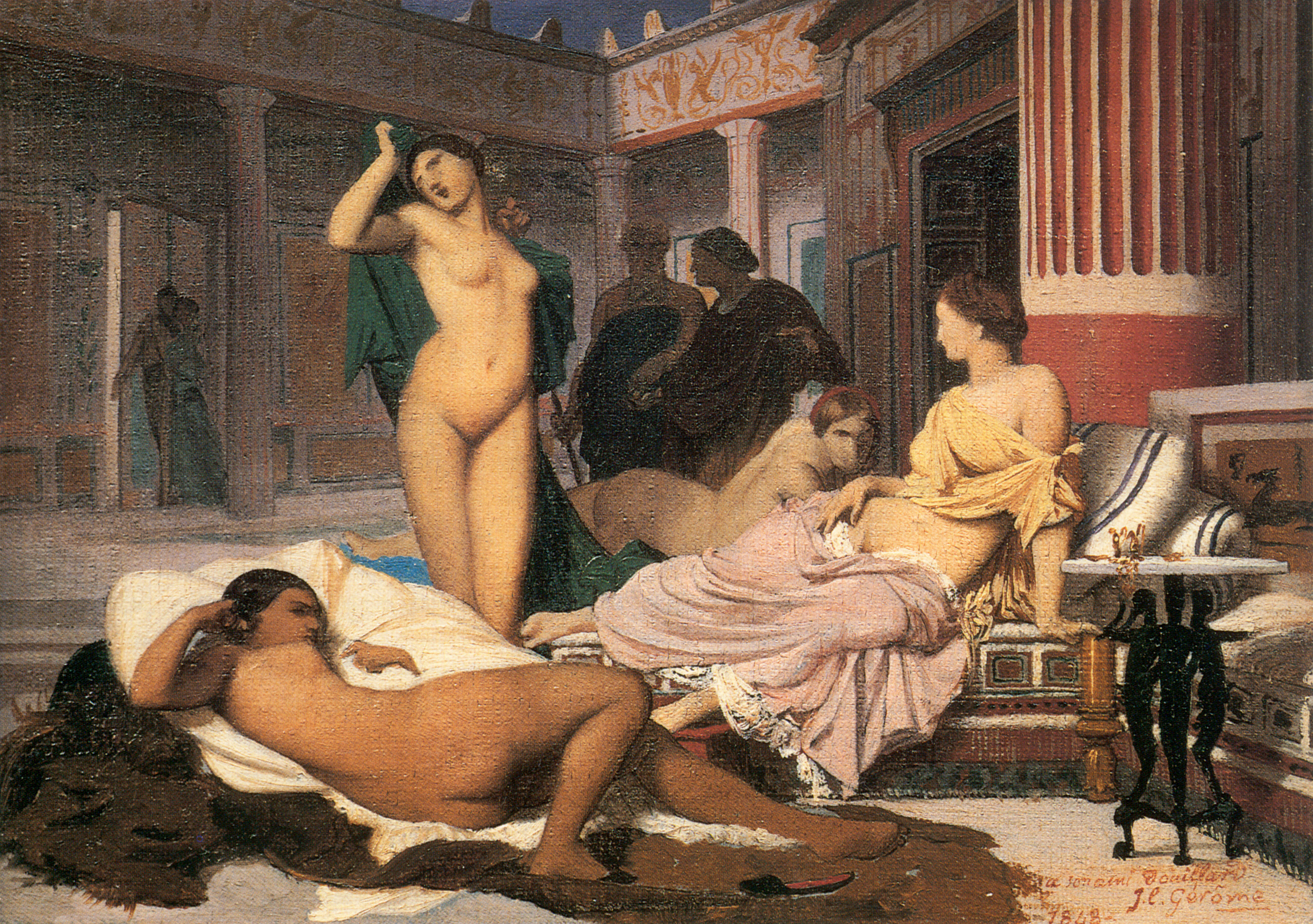
Нарис давньогрецького інтер'єру
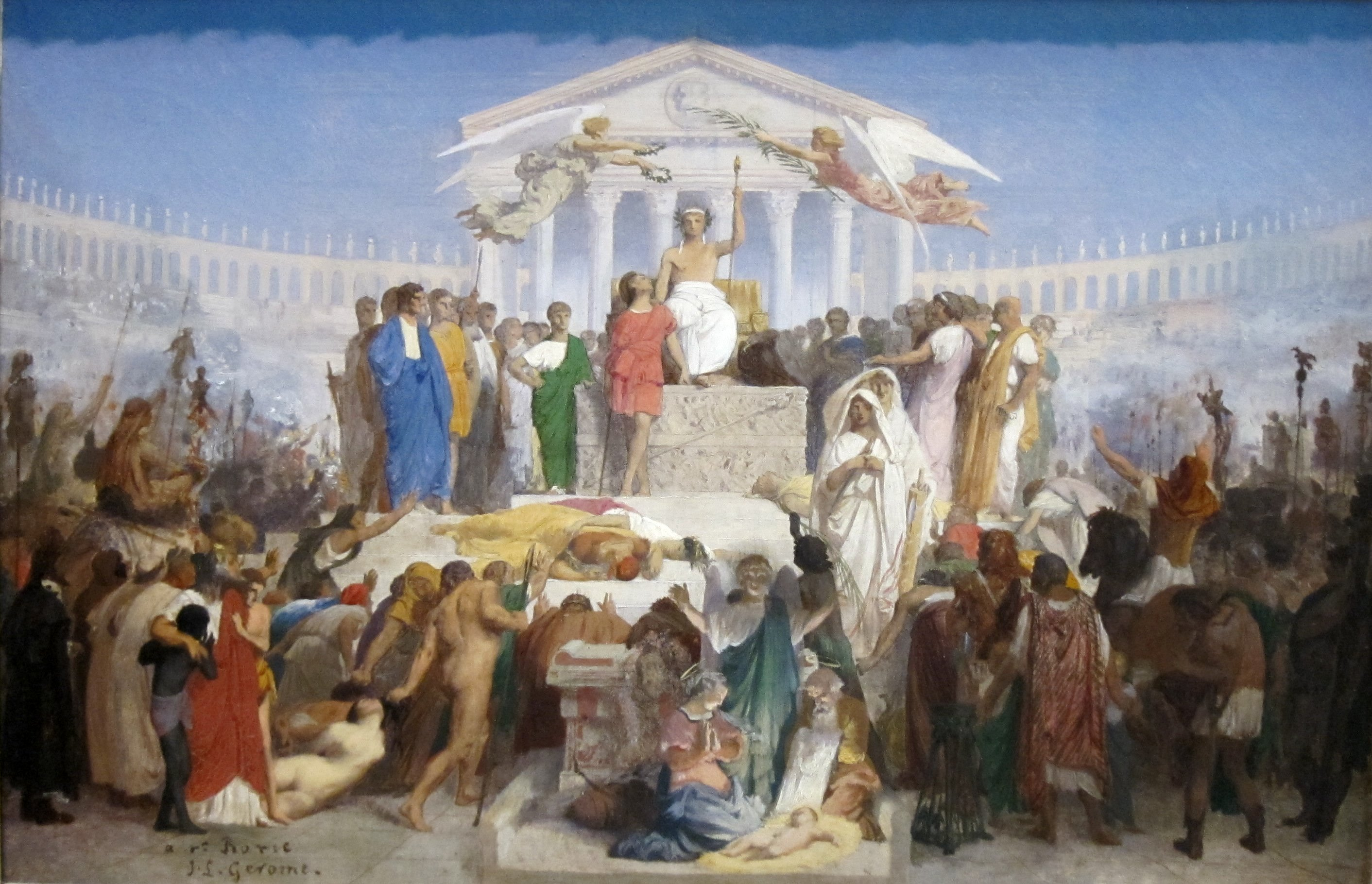
Доба Августа і Різдво Христове
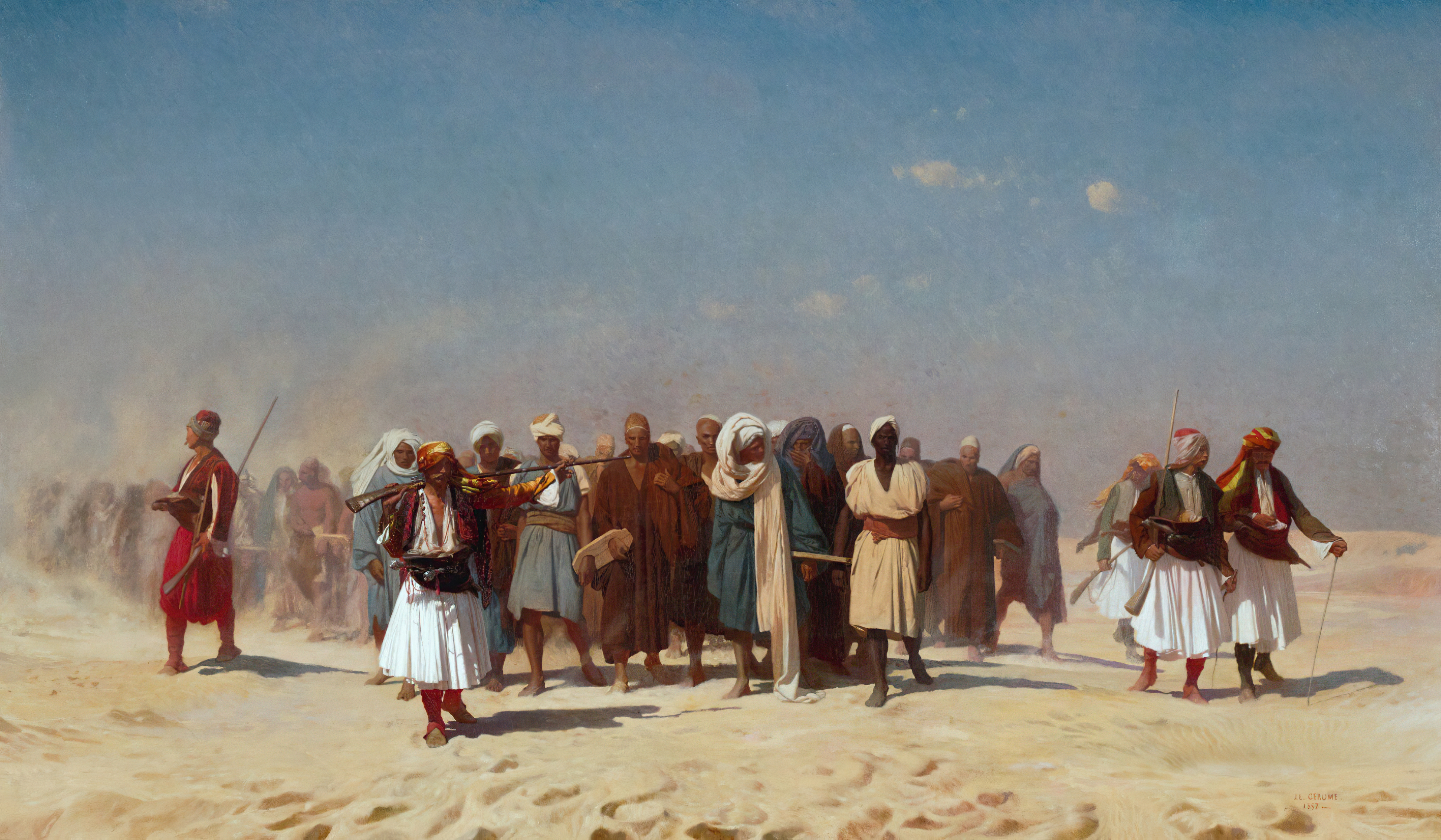
Єгипетські новобранці перетинають пустелю
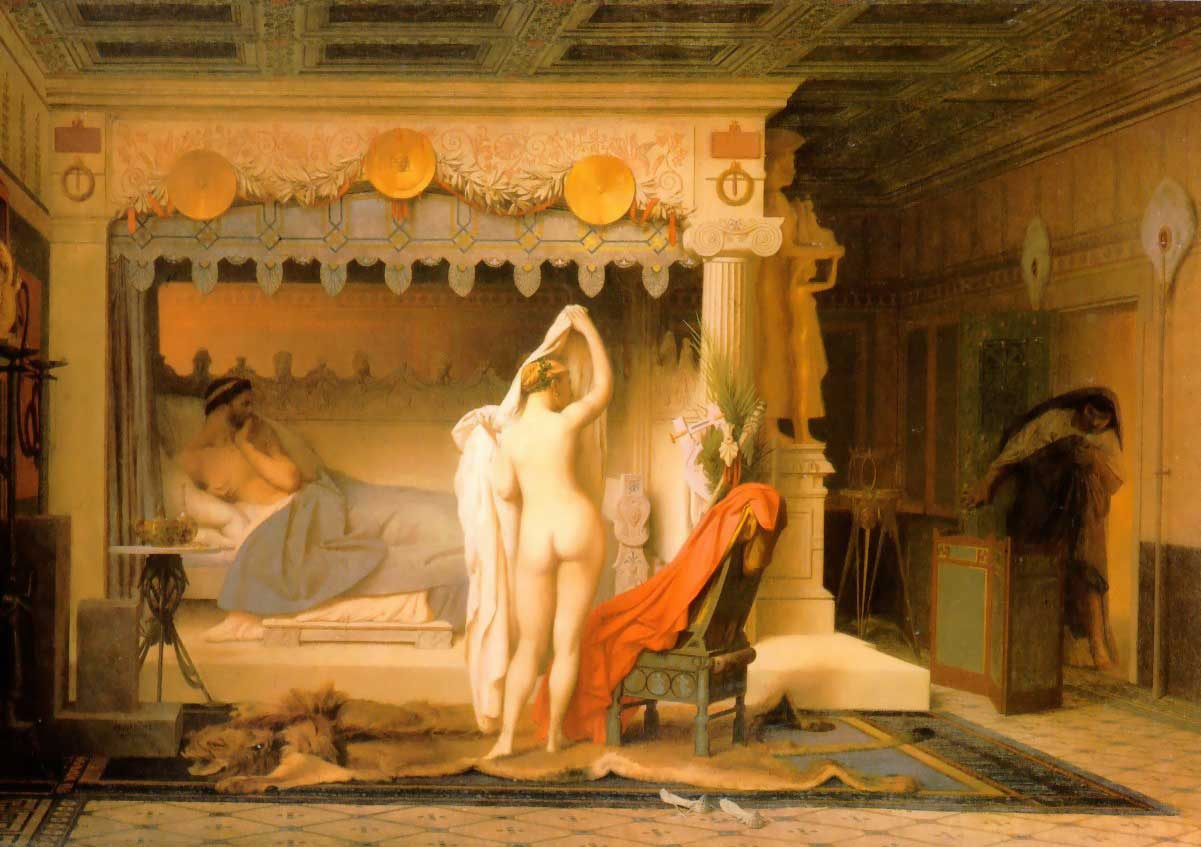
Необережність царя Кандавла
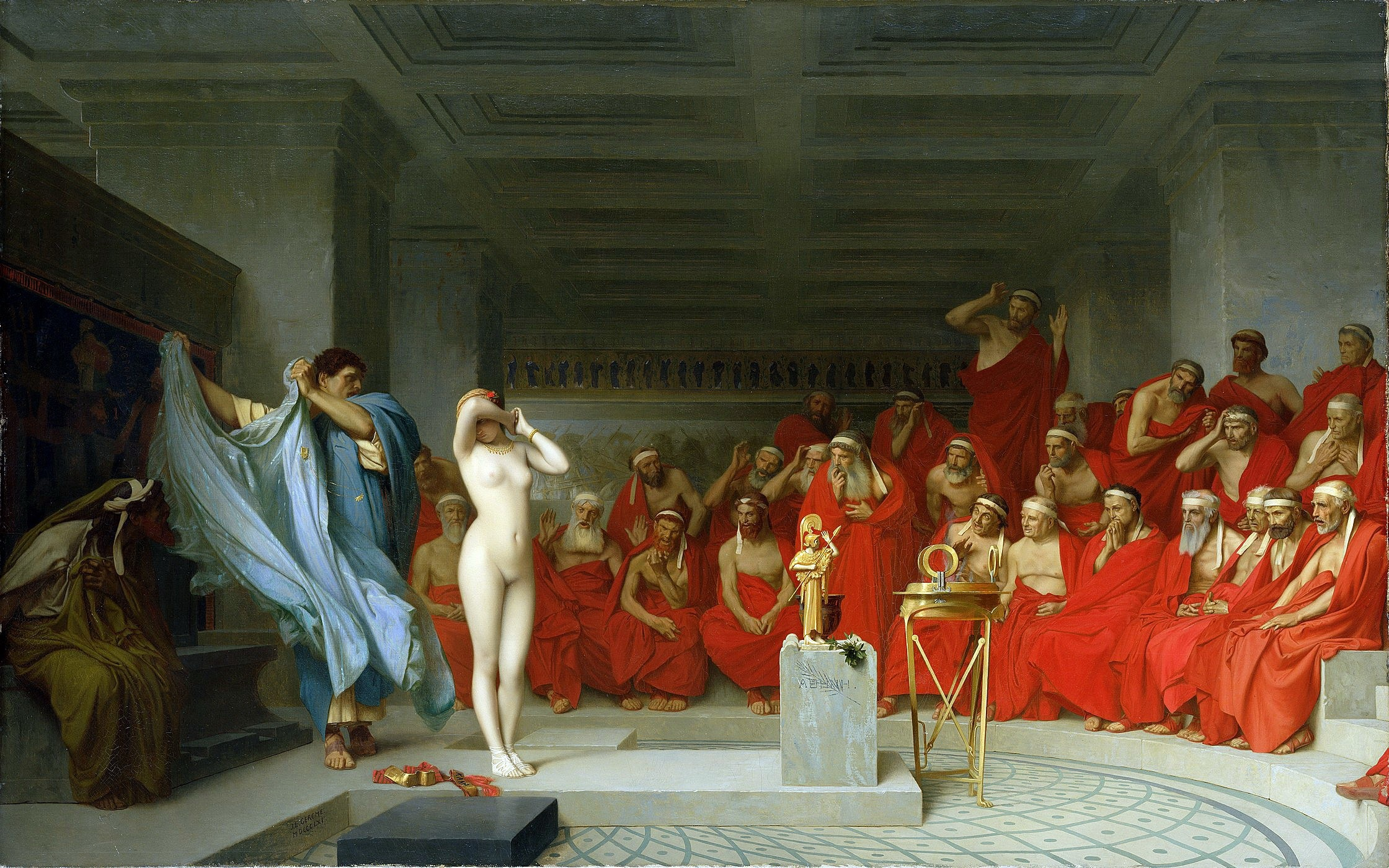
Фріна перед Ареопагом
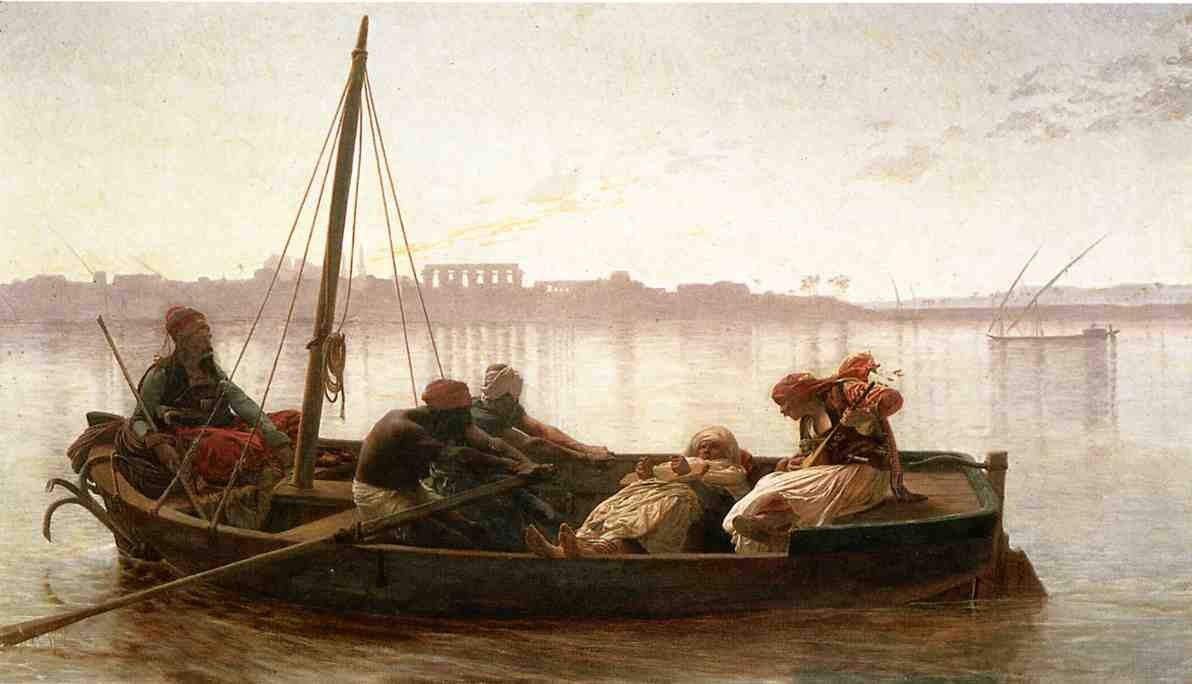
Бранець
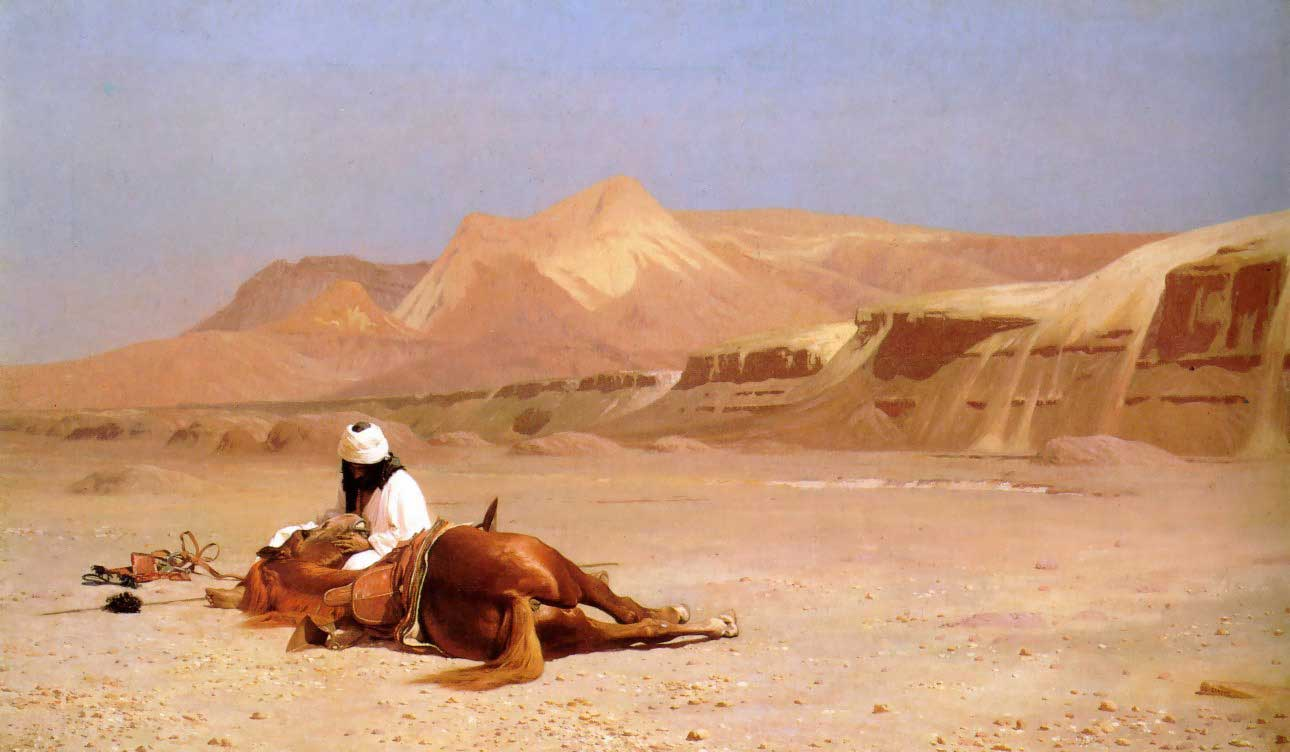
Араб і його скакун
Алмея
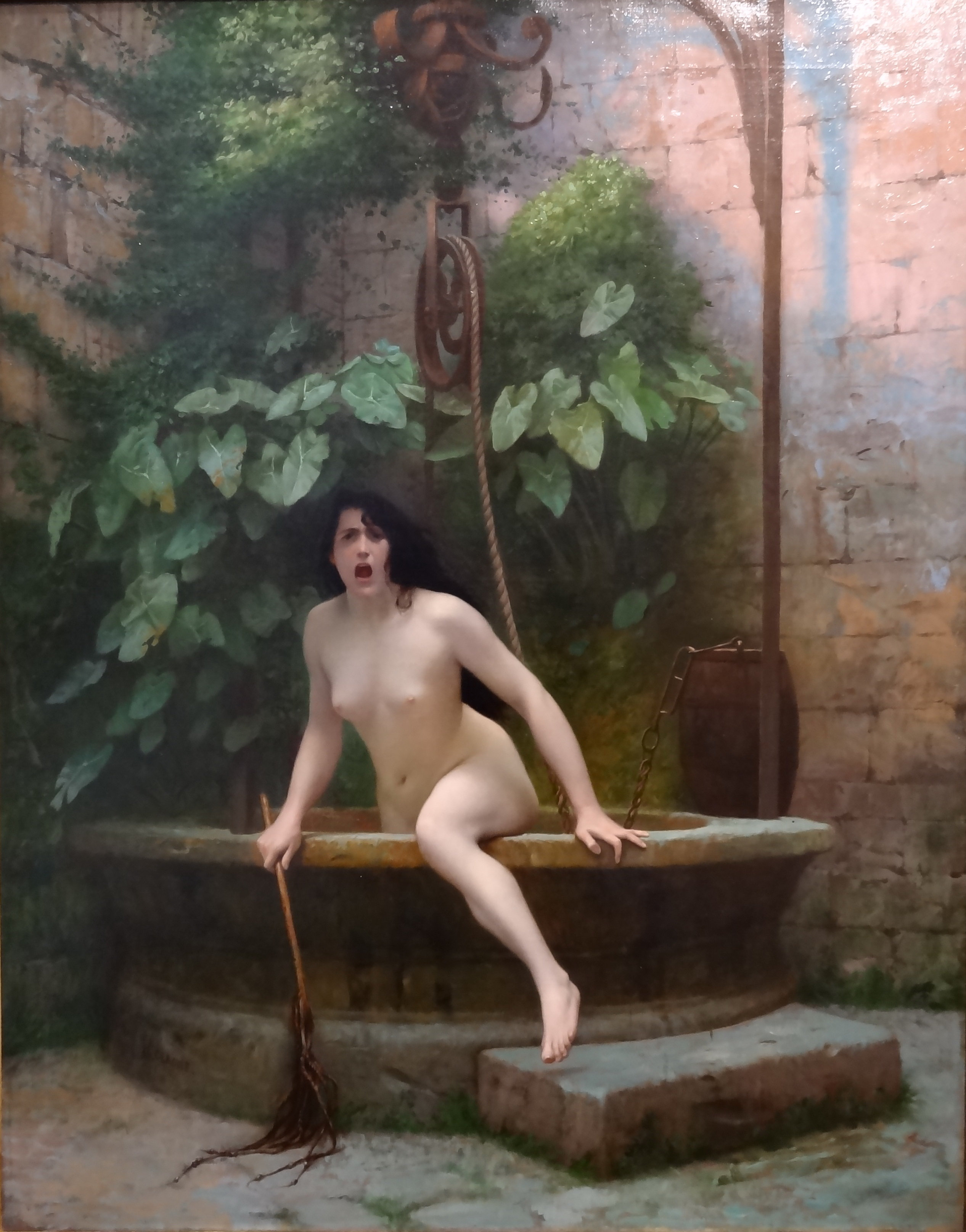
«Істина, яка вибирається з криниці», 1896
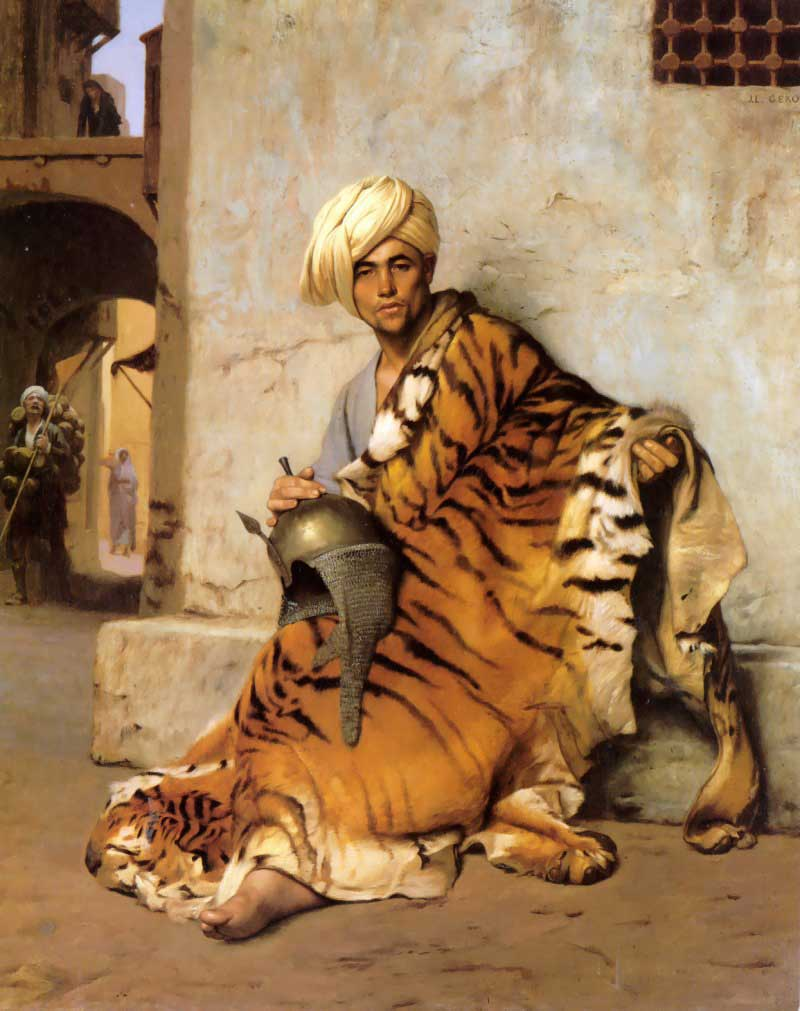
Сарацин, 1869

## Скульптури

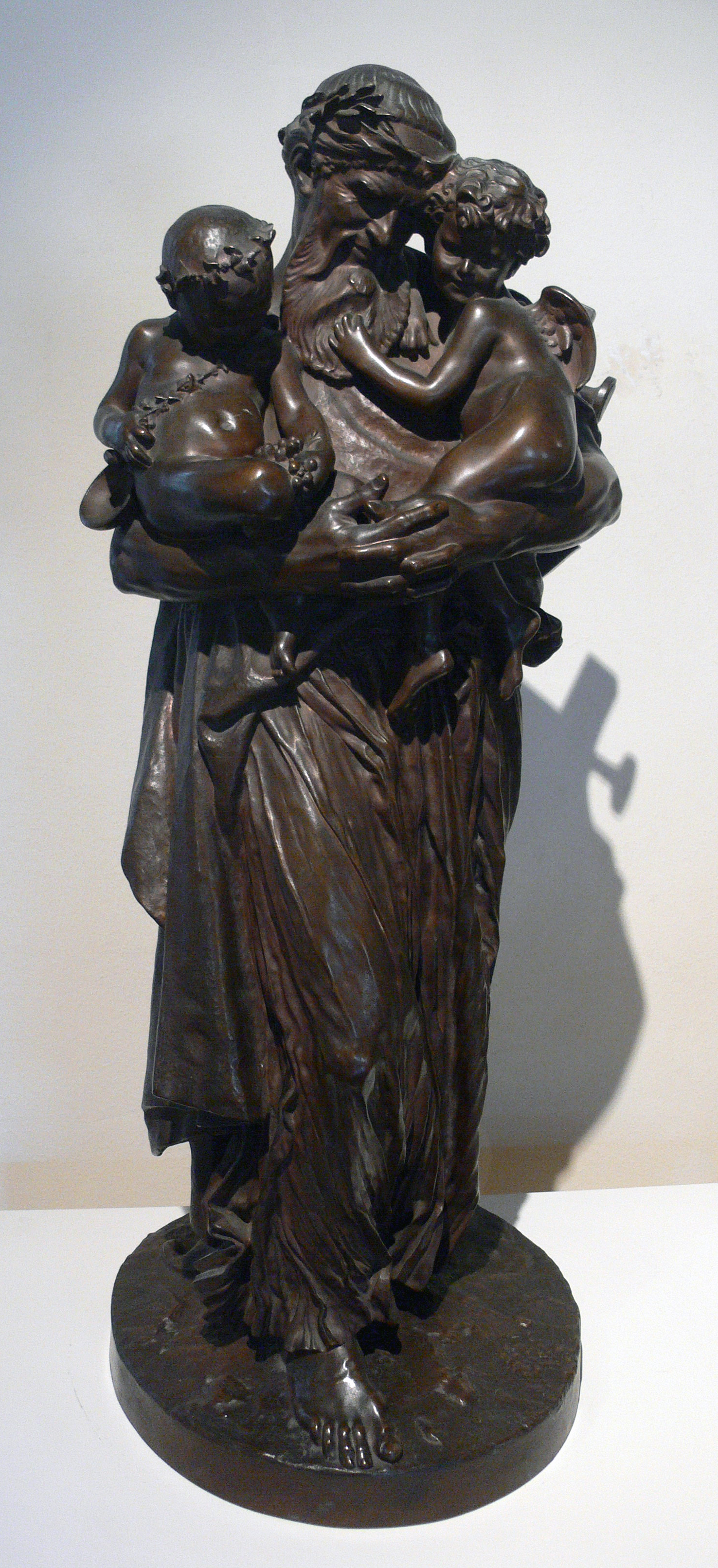
Анакреон з маленькими Амуром та Бахусом
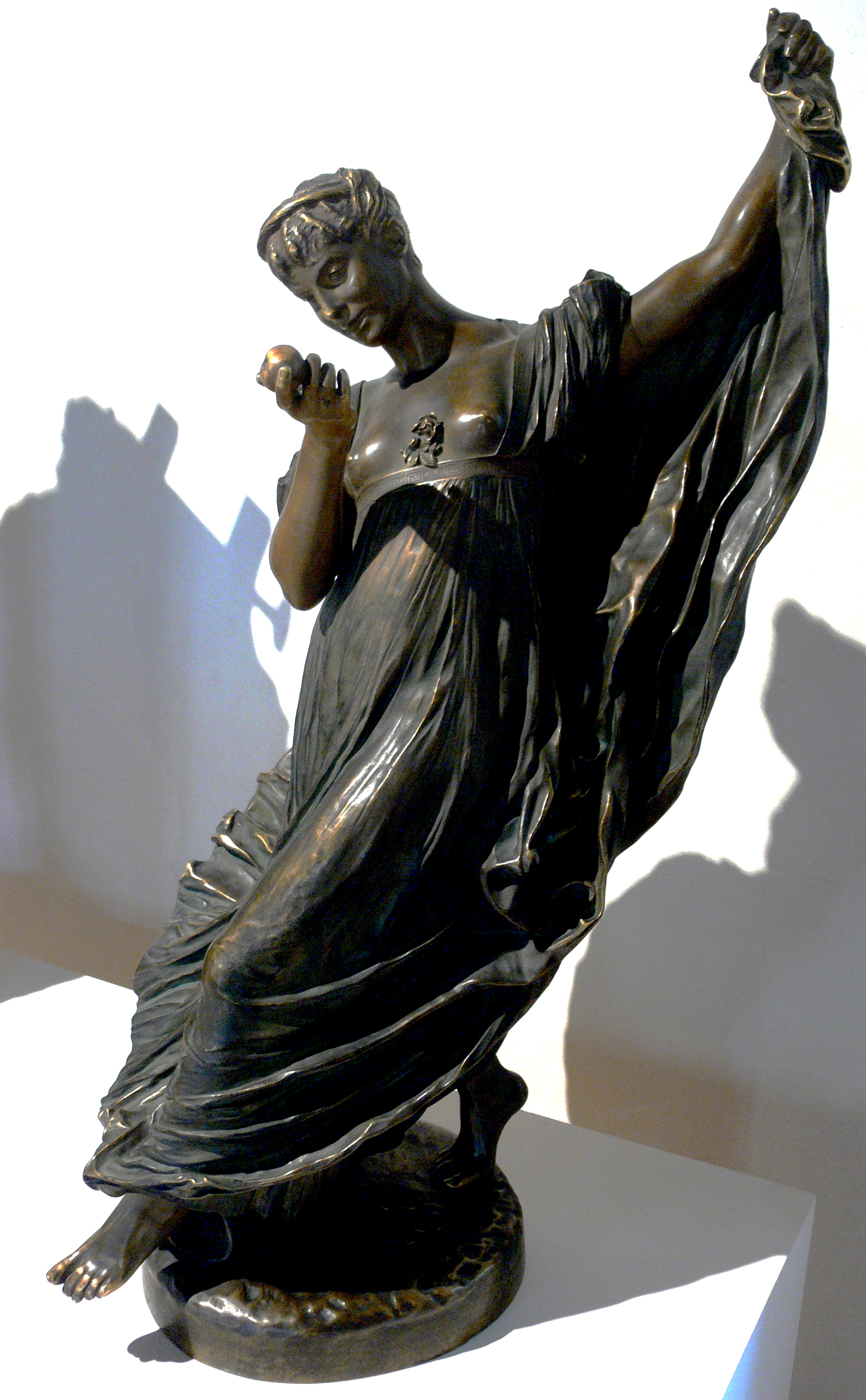
«Танцівниця з яблуками»
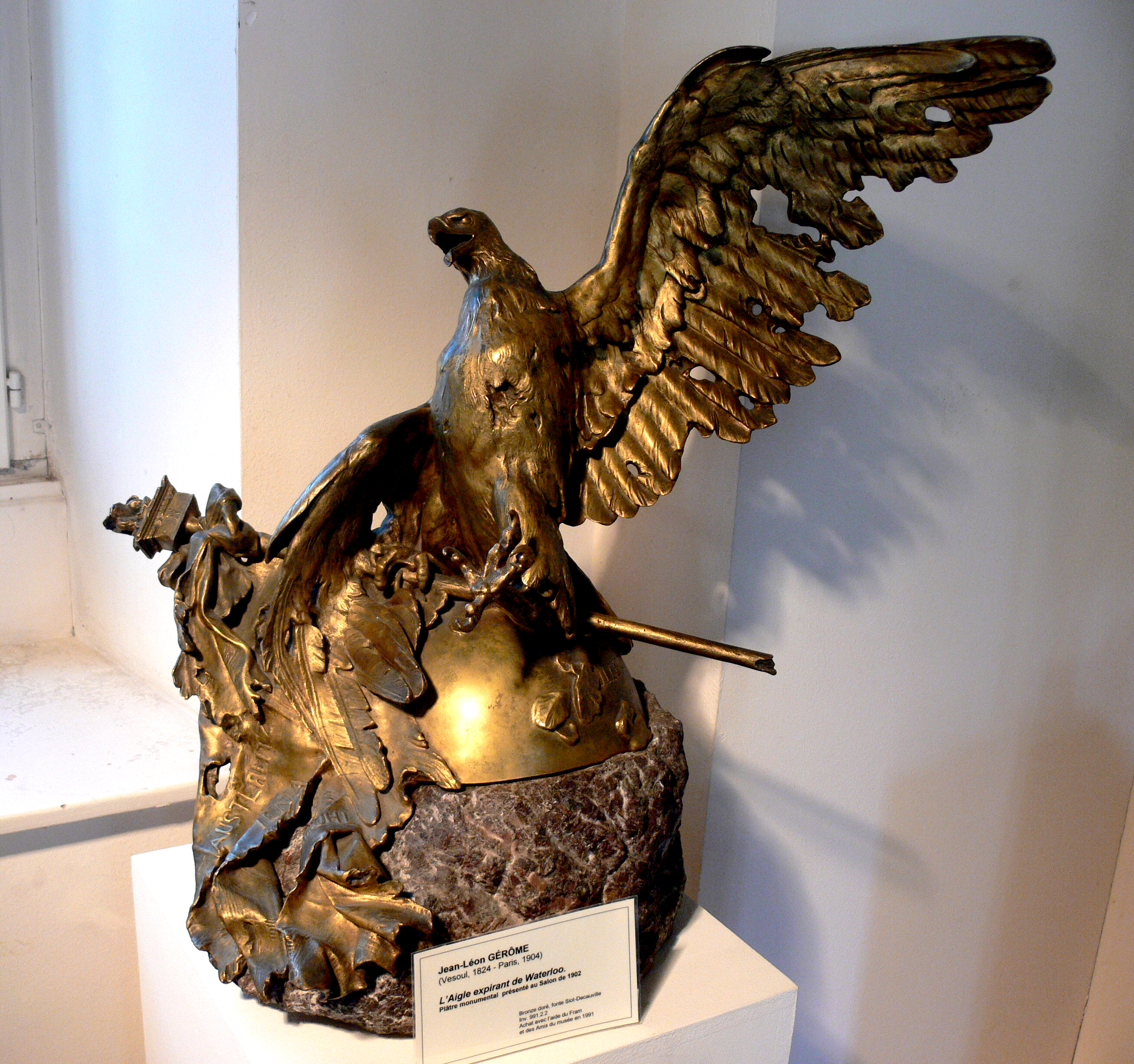
«Втілення перемоги при Ватерлоо»
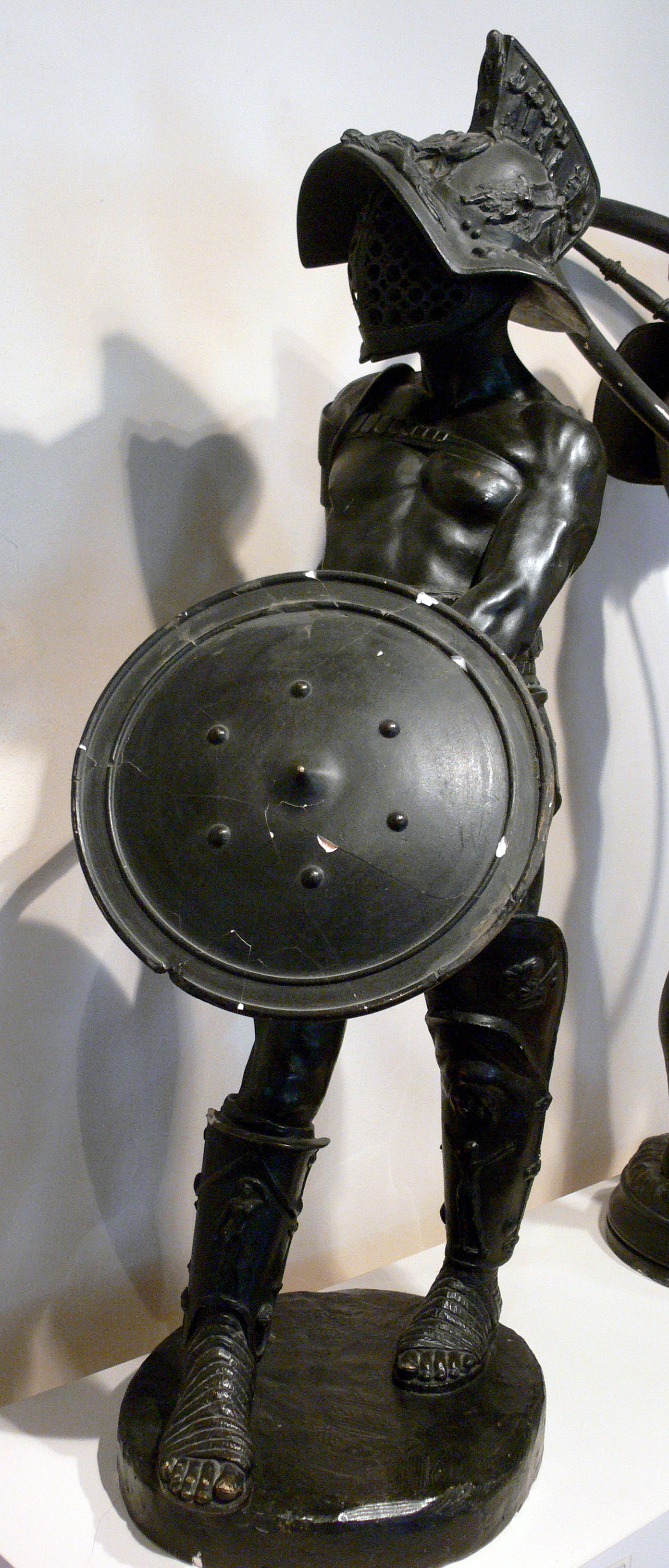
«Мірмілон»
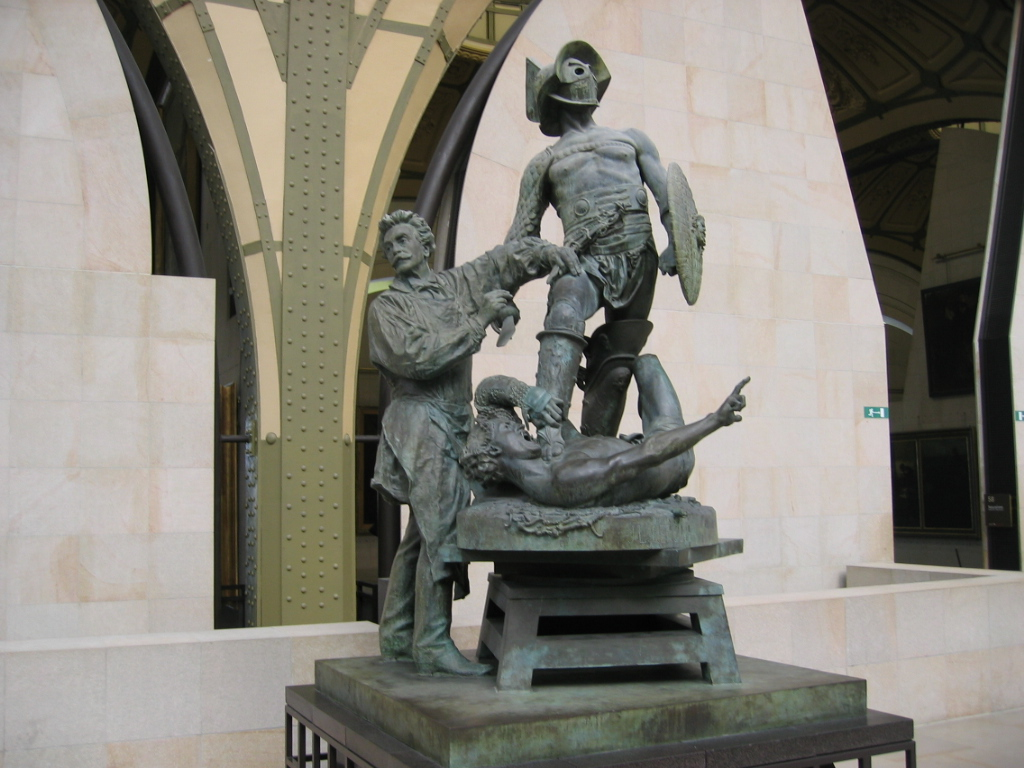
«Створення скульптур гладіаторів»